# 海洋プラスチック汚染

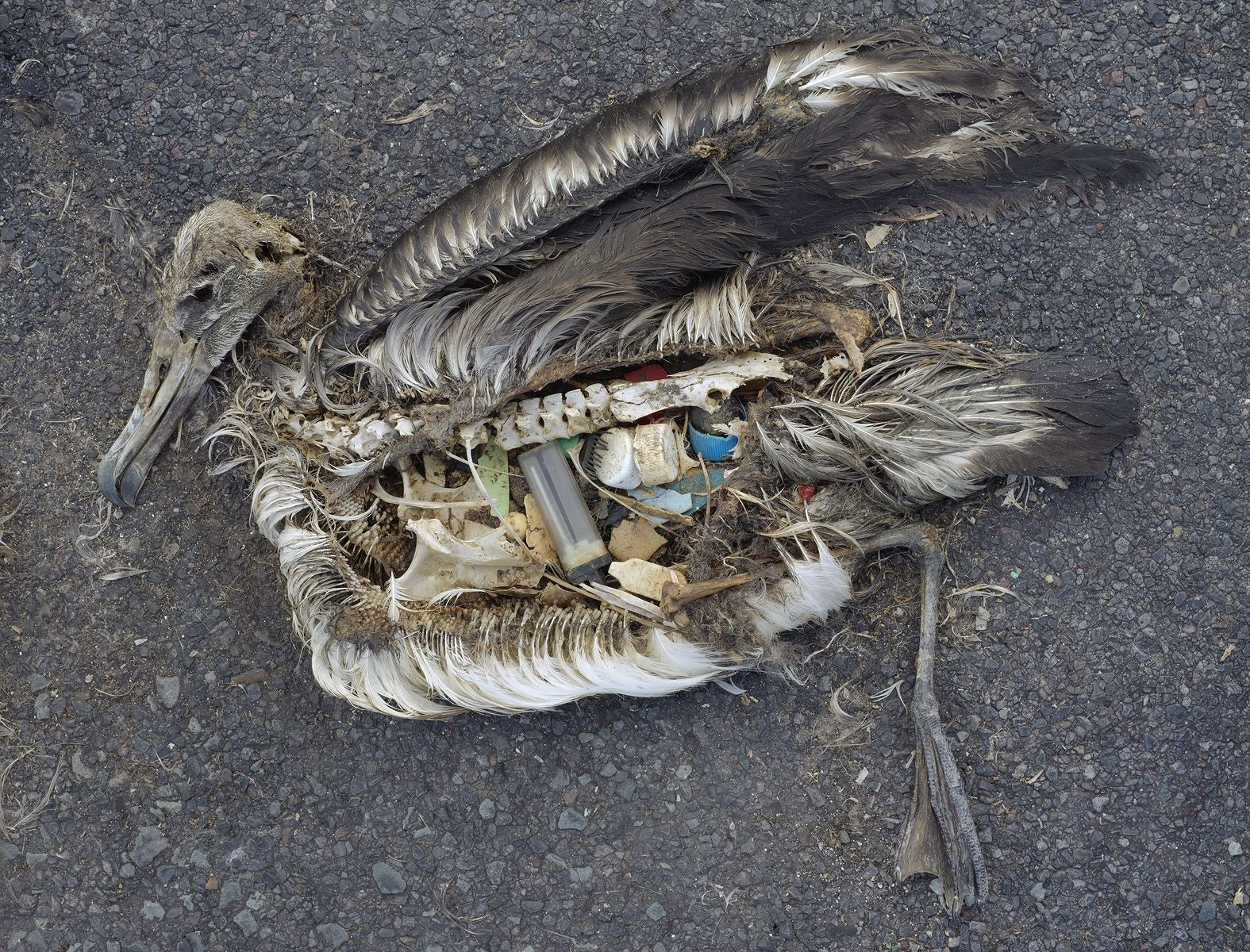
ミッドウェイ環礁で死んだアホウドリの雛。胃内容物には、親から餌と間違われて与えられたプラスチック廃棄物がそのままである。

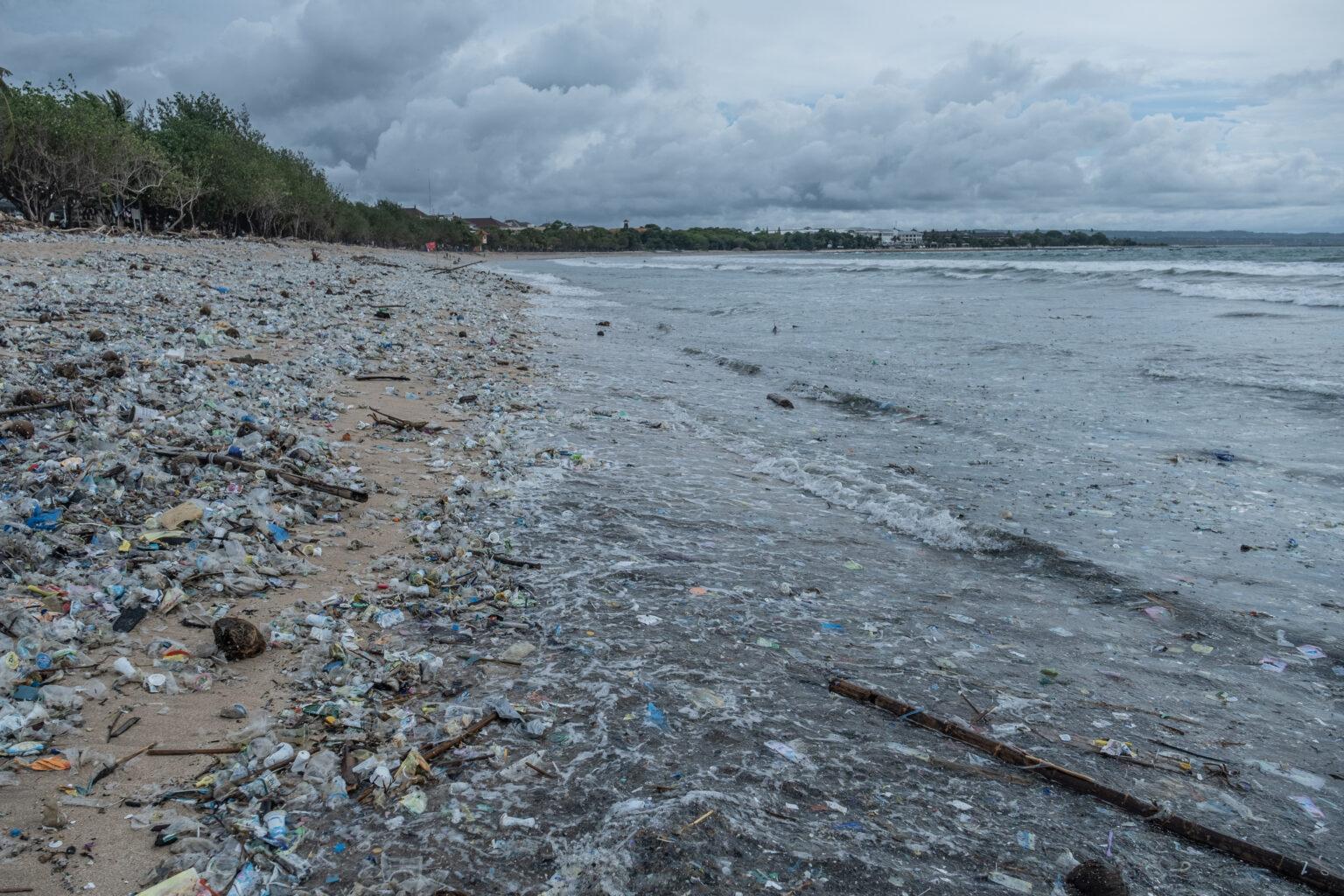
2021年1月2日：インドネシア・バリ島のクタビーチからスミニャックビーチにかけて毎年北西モンスーンの季節に打ち上げられる80トンのゴミ。 ウダヤナ大学リモートセンシング海洋科学センターが実施した調査によるとその75％はプラスチック廃棄物であった。

海洋プラスチック汚染（かいようプラスチックおせん）はその広範囲さが顕著であり、海溝、深海の堆積物、海底、海嶺から海面や沿岸の海域に至るまで拡散し、北極海など極地でさえ例外ではなく地球上でおよそ汚染されていないところはないと言ってよい。海洋ゴミの80％はプラスチックである。遠隔地の島々の環礁や浜でさえも、遠くから流れ着いたプラスチックで埋まっていることが珍しくない。これはプラスチックの生産・使用・廃棄に対する人類の無責任な態度と不適切な廃棄物管理ないしインフラが原因である。
2017年の国連の海洋会議では、2050年までに海洋がそこに棲息する魚類の全重量を上回るほどのプラスチックが流出しているかもしれないと推定されている。プラスチックは海中では分解しないため、2019年に房総半島の約500km沖合で水深6000mの海底から1984年製造の食品包装材が発見されるなど、長期間にわたって残留することが判明している。2021年の報告では年間約1900万から2300万トンのプラスチックが流出していると推定されている。
レジ袋、プラスチックボトル、タバコの吸い殻、合成繊維衣類の屑、漁具など無数の種類のプラスチック廃棄物が極地を含む全世界海洋全体に拡散し、海洋生物を危険やがては絶滅の危機に晒している。海洋生物はこれら廃棄物により絡まり、窒息、誤って摂食する。世界中で推定年間10万匹の海洋哺乳類、100万匹の海洋生物がプラスチック汚染の結果として死亡している。カモメ、クジラ、魚、カメなどの海洋生物は、プラスチック廃棄物を餌と誤認し、その結果餓死または病死する。被害に遭った生物たちは生き残ったとしても裂傷、感染症、水泳能力低下、内臓傷害などを被り、本来の寿命を全うするのは極めて困難になる。2023年の調査では、日本近海に生息する絶滅危惧種の海鳥コアホウドリ約100羽の死骸のうち、9割もの胃からプラスチック片が見つかった。 
また漁網は通常プラスチック製品であり、しばしば漁師が海中に紛失や投棄したりする。これらは「ゴーストフィッシング」となり、魚、イルカ、ウミガメ、サメ、ジュゴン、ワニ、海鳥、カニ、その他数多くの海洋生物を絡め取り動けなくし、海洋生物を継続的に捕獲してしまう。水面呼吸する海洋生物がこれに絡まると窒息、餓死、裂傷、感染などにより死に至しめる。
さらにプラスチック廃棄物は、海洋の小型無脊椎動物ですら摂食するほどのマイクロプラスチックに分解され、食物連鎖を汚染する。マイクロプラスチックはその小ささのため開放海洋環境から除去するのはほぼ不可能で集積していく一方である。嵐、波、海流、水和作用、空気酸化や太陽光などは、プラスチック廃棄物を物理的に破砕してマイクロプラスチックを生成しても、それ以上の（ポリマーからモノマーへの）化学的な分解は起こらない。その結果海洋環境ではマイクロプラスチックやナノプラスチックは化学的にはポリマーのままで半永久的に存在する。動物プランクトンのサイズのマイクロプラスチックは多様な海洋生物がそれを摂食しうるので、プラスチックは海洋の食物連鎖に入り込む。それはすなわち直接ないし間接的に海産物を摂食する人間の体内にもすでにマイクロプラスチックが入り込んでいることを意味し、事実そうである。　
海洋プラスチック汚染は人跡皆無な場所にまで拡散し、そのプラスチック廃棄物はすでに地殻の一部とさえなりつつある。ブラジルの沖合1140kmに浮かぶ絶海の孤島トリンダデ島にいる人間は基地の保守管理にあたるブラジル海軍の人員だけで、絶滅危惧種のアオウミガメが毎年産卵に訪れるところでもあり、その保護に関して世界でも特に重要な場所である。そのような場所でプラスチックからできた岩（プラスチストーン）が発見された。そのプラスチック部分は岩石合成物と同等のものでありポリプロピレンとポリエチレンで構成されていた。

## 地球上のあらゆる生物への甚大な害

### 絡まりによる害（ゴーストフィッシング）

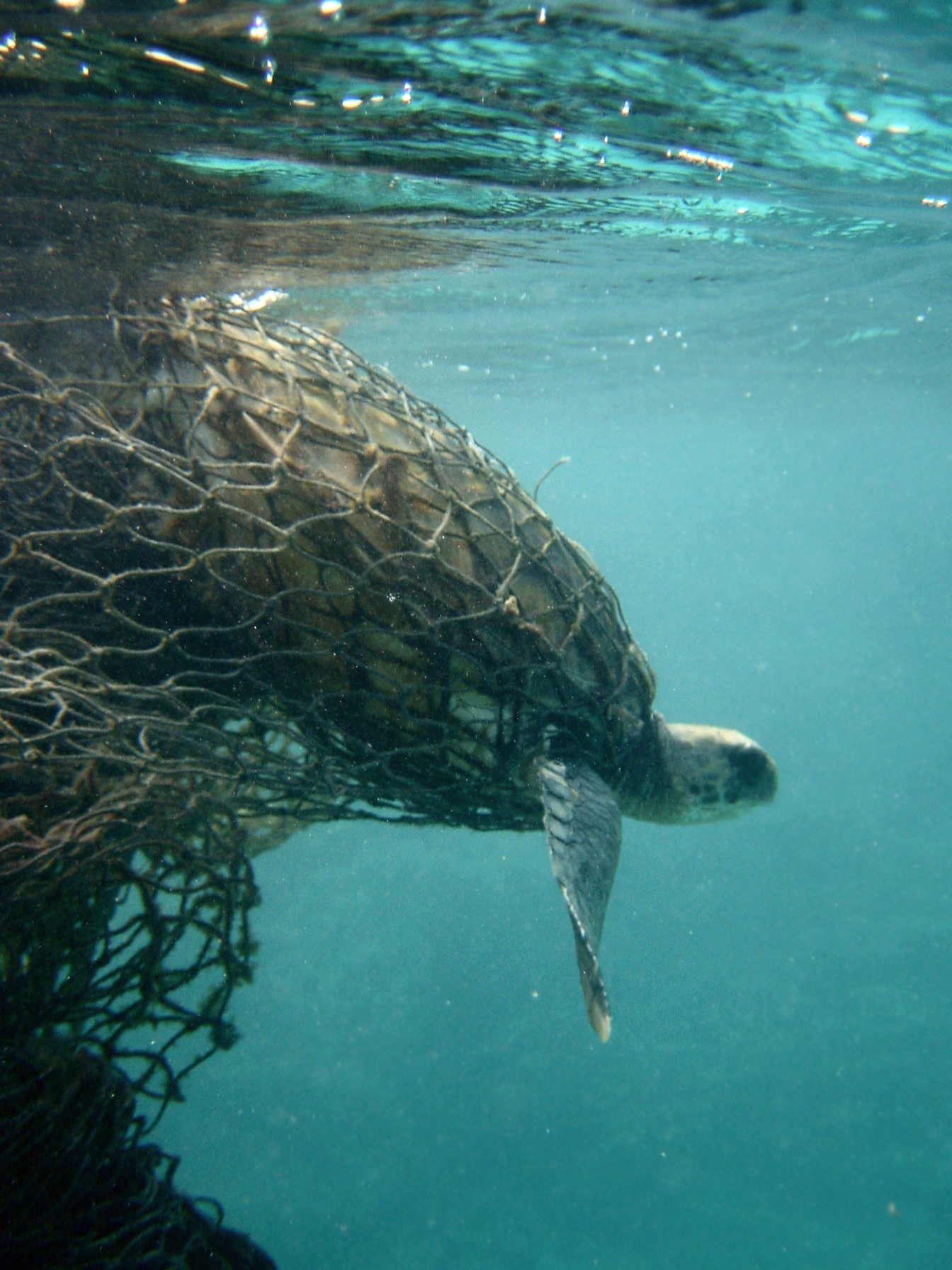
投棄された漁網に絡まったウミガメ

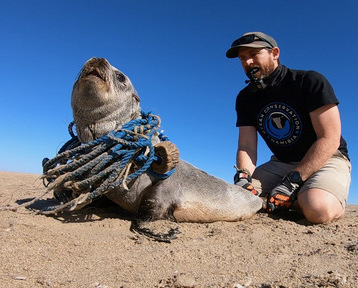
ナミビアで投棄された漁網に絡まったアザラシの救出。アザラシは好奇心旺盛で遊び心で漁網に絡まってしまうことがよくある。一度絡まると、アザラシは不自由なまま成長するにつれ、絡み合いがきつくなり苦しみながら死に至る。

プラスチックのゴミに絡まることは、多くの海洋生物、例えば魚、アザラシ、カメ、鳥の死因である。2018年時点で少なくとも267種の動物についてプラスチックのゴミによる絡まりの被害が報告されている。たとえ直ちに死なないまでも、捨てられた漁具やプラスチック包装材の絡まりが取れないまま被害動物が成長し続けると、そのプラスチックが筋肉に食い込み動きを制限することで、その被害生物が餌とする生物を捕食するのに失敗する、逆に捕食されるリスクがあがるなどにより、その被害生物の生存が著しく困難になる。さらにプラスチックは海洋中で半永久的に存在するので被害生物の死骸が分解されたあとでも不滅のまま循環し、新たな被害生物を標的にし続ける。
ハワイモンクアザラシは世界で最も希少な絶滅危惧種の鰭脚類の1つで、2021年の見積もりでは生存個体数はわずか1437匹である。ハワイ大学の研究者は2024年のサイエンス誌で、ハワイモンクアザラシの生息域から数百万トンのプラスチック廃棄物、特に漁網など廃棄漁具を除去する 40 年間の取り組みにより、プラスチック廃棄物のアザラシへの絡まりが大きく減少したことを報告している。 除去された廃棄物の量が圧倒的に多かったパールリーフとハーミーズリーフ（505 トン）では除去後に絡まり率が71％減少し、除去された廃棄物の総量は、統計的に有意な効果が検出されなかった他のサイトよりも2.5〜13倍以上多かった。
漁具（網、ロープ、ライン、カゴなど）はしばしば海中に失われまたは意図的に投棄され、大きな距離を移動する。沈んだ漁網などは海底を引きずりサンゴ礁を破壊しうる。破壊されないまでも漁具に絡まったサンゴはストレスによりいずれ壊死にいたる。サンゴの一種Tubastraea micranthus はその特徴的な枝構造で漁具の上に成長することができるため、特に影響を受けやすいとされている。

### 摂食による害
2021年時点では1,288種の海洋生物がプラスチックを摂食することが知られている。摂食されたプラスチック片は消化も排泄もできず、多くが被害動物の消化器官中に残り その動物を飢餓・衰弱させ死に至らしめる。また一方マイクロプラスチックは海底に蓄積し、海底に生息する貝類や腸鰓類などの小さな海洋生物により摂食されうる。その結果いずれは食物連鎖のほぼすべてのレベルを汚染することになり、したがって人類も間接的にマイクロプラスチックを摂食している。牡蠣やアサリは、人間によるマイクロプラスチックの一般的な直接摂取源である。

#### ウミガメ
いくつかのウミガメ種はしばしばプラスチック袋をクラゲと間違えて摂食し、ウミガメの喉にはクラゲのような滑りやすい食物を逃がさない仕組みがあるため、そのプラスチックが食道を塞いでウミガメを殺すことがある 。ウミガメの子供は特に脆弱である。2025年福井県内の海岸に打ち上げられた世界最大のウミガメであるオサガメの死骸から、縦横1メートルを超える巨大な大きさのプラスチックシートが見つかり、思いもよらない大きさのプラスチック廃棄物であっても海洋生物にとって危険であることを明白に示している。

#### 海洋哺乳類
海洋哺乳類は毎年40万頭以上がプラスチック汚染によって死んでいると推定される。プラスチック汚染は、大型海洋哺乳類にとって「最大の脅威」とする書籍もある。 
多種のクジラ類がプラスチック廃棄物を餌と間違えて、あるいはプラスチック汚染域で本来の餌とともに摂食してしまう。さらにクジラの餌となる生物がすでにプラスチック廃棄物を誤食し消化器内に持っていると、それが食物連鎖を通じてクジラの体内に取り込まれる。事実、大量のプラスチックが座礁したクジラの胃から見つかっている プラスチック廃棄物は1970年代からマッコウクジラの胃に現れ始めた。2018年6月タイの海岸に打ち上げられた瀕死のゴンドウクジラの胃から80枚以上のプラスチック袋が見つかり、2019年3月フィリピンで打ち上げられた死んだクジラの胃から88ポンドのプラスチック廃棄物が見つかり、2019年4月サルデーニャ沖で死んだマッコウクジラの胃からは48ポンドのプラスチック廃棄物が見つかり、世界自然保護基金（WWF）はプラスチック汚染が海洋生物にとって最も危険な脅威の一つであると警告した。
地中海での海面レベルにおけるマイクロプラスチックの量がナガスクジラの個体数に与える影響を調べた研究によると、夏季にナガスクジラの餌場となる地中海の海面にマイクロプラスチックが高濃度で見つかった。結果としてナガスクジラはしばしば本来の餌とともにマイクロプラスチックを摂食してしまう。マイクロプラスチックには多くの毒素や化学物質が含まれうるので、これらの毒素はナガスクジラの組織に蓄積されることになる。

#### 魚類
最も小さなプラスチック片のいくつかは、海面下200〜1000メートルの暗い海の中である中層域（トワイライトゾーン）で小さな魚たちによって摂食されている。この魚たちについてはあまり知られていないが数が多く、捕食者を避けるため夜に海面に上昇して餌を取ることは分かっている。 これらの魚の胃から見つかったプラスチックは、海洋汚染の地球規模の変化の影響を研究する「マラスピナ号の航海」という研究プロジェクト中に収集された。
スクリップス海洋学研究所が行った研究によると、27種類141匹の中層魚の胃の中に含まれていたプラスチックの含有量は平均9.2%であり、北太平洋でこれらの魚が摂取するプラスチック廃棄物の総量は年間12,000〜24,000トンと推定されている。最も一般的な中層魚は中央の海流旋回系である大きな海洋の渦に生息しているハダカイワシで、マグロやカジキマグロなどの主要な食物源であるため、彼らが摂取したプラスチック廃棄物が食物連鎖の一部となる。また、ハダカイワシがプランクトンなど本来の餌でなくマイクロプラスチックを大量に摂食した結果、その食物連鎖上での栄養的価値が低下し、それを捕食する魚類の成長を損なう原因ともなる。2016〜2017年の調査では南太平洋のハダカイワシの35%以上がマイクロプラスチックを摂食していた。
別の研究では、ハワイの保育水域ではプラスチックのかけらが稚魚の数を7対1で上回り、数百匹の幼魚を解剖した結果多くの魚種がマイクロプラスチックを摂食していた。それらプラスチックはマグロやほとんどのハワイの海鳥などの餌であるトビウオにも見つかった。

#### 鳥類

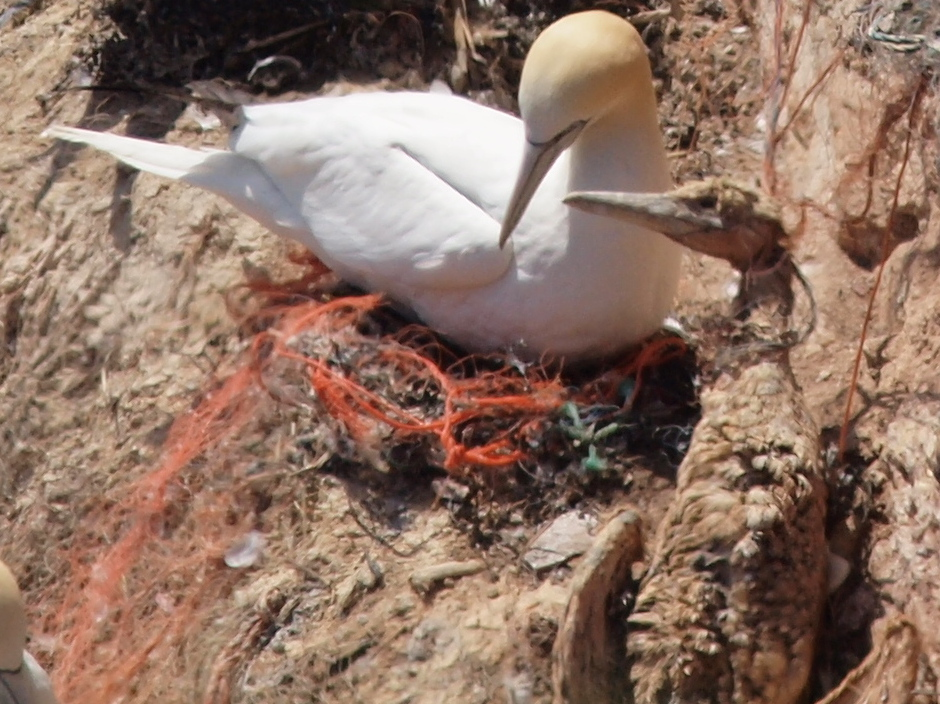
ドイツ、ヘルゴランドのカツオドリが、古いネットやその他のプラスチックごみだけで作られた巣に絡まり動けなくなっている。

海鳥は海面に浮かぶプラスチック廃棄物を餌と間違えて摂取することがよくある。2004年には、北海のカモメが平均30個のプラスチックを胃に含んでいると推定された。海鳥の食物源がすでにプラスチック廃棄物を摂取していることも多く、鳥類は餌を丸のみするため、そのプラスチック廃棄物もそのまま取り込んでしまう。その結果鳥の消化器系を閉塞させ、物理的に損傷を与え、潰瘍や感染症、消化能力低下、栄養失調、飢餓、やがては死に至る。さらに悪いことに海洋プラスチック廃棄物表面には、PCBなどの有害化学物質が吸着・濃縮されていることがあり、それら化学物質は海鳥体内の組織に蓄積し、鳥の繁殖能力、免疫系、ホルモンバランスなどに致命的影響を与えうる。さらに親鳥は自ら餌と間違えるプラスチック廃棄物を雛にも餌として与えてしまう。摂食してしまった雛は成鳥と違い、消化不能の胃内容物を吐き出せないため、プラスチック誤摂食に遥かに脆弱である。　
1960年には廃棄物を摂取している海鳥は5%未満であったが、2015年8月までには約90%に上昇した。2050年までに99%の海鳥がこのような廃棄物を摂食するようになると予測されている。 

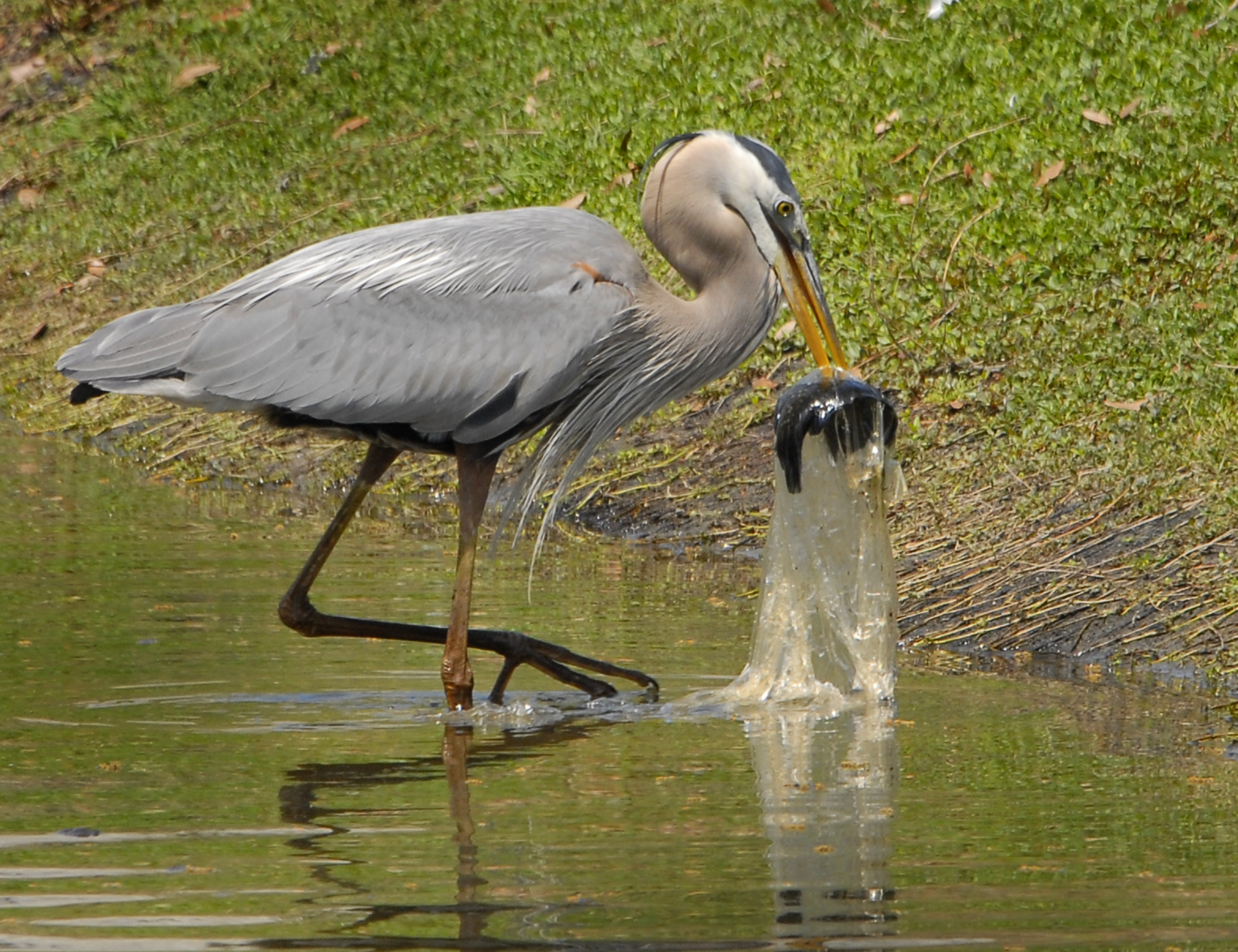
プラスチック袋にすでに絡まった魚を食べようとするアオサギ

ニュージーランドの多くの海岸にプラスチックペレットが高濃度で存在するという最初の観察を受けた調査により、多種類のクジラドリがプラスチックペレットを摂食していることが判明した。プラスチックペレットはクジラドリの砂嚢や前胃にそのまま見つかった。また、オランダの海岸で発見されたプラスチックの破片（例えば発泡スチロール）には、ノルウェーのフルマカモメが齧ったくちばしの跡があり、この鳥もプラスチックを誤食していることが示唆された。
コアホウドリは絶滅危惧種である。ミッドウェイ環礁に住む150万羽のコアホウドリのほとんどは、消化器官にプラスチックが含まれている可能性が高い。これらの海鳥はまた、自然の餌に似た赤、ピンク、茶色、青のプラスチック片を選び、誤って雛に与える。その結果巣立ち前に30－40%もの死亡率となる。毎年20トンのプラスチック廃棄物がミッドウェイに漂着し、そのうち実に1/4の5トンもの量がひな鳥に入ってしまう。浜辺では何千羽もの死んだコアホウドリの死骸が見つかり、死骸は腐敗してもプラスチックの堆積物はそのまま残り、除去しない限りそれらプラスチック廃棄物は再び新たな被害者となる鳥に摂食され、ほぼ永久に海鳥を殺戮し続ける。

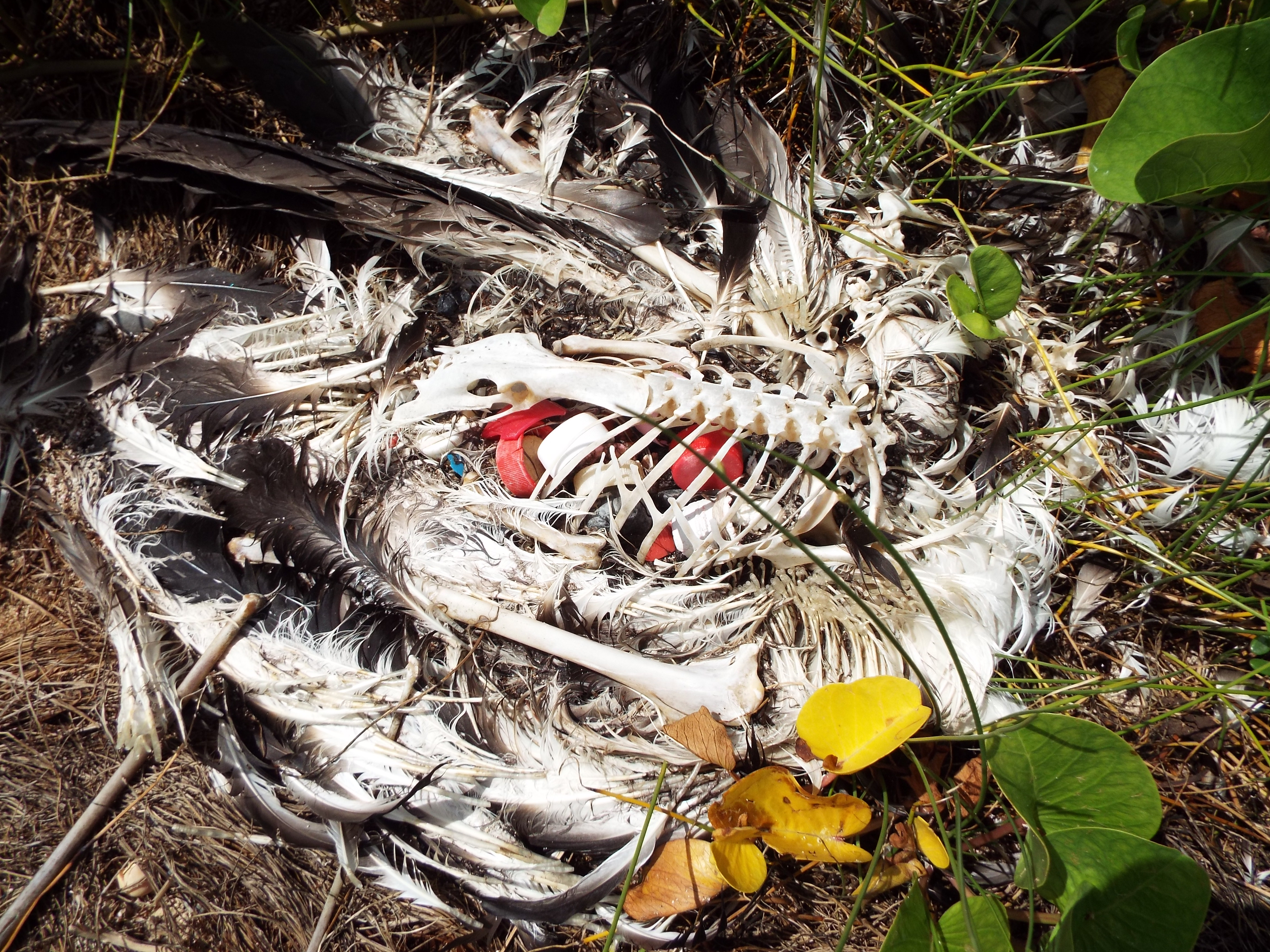
プラスチック廃棄物を腹いっぱいに詰め込んだコアホウドリの死骸
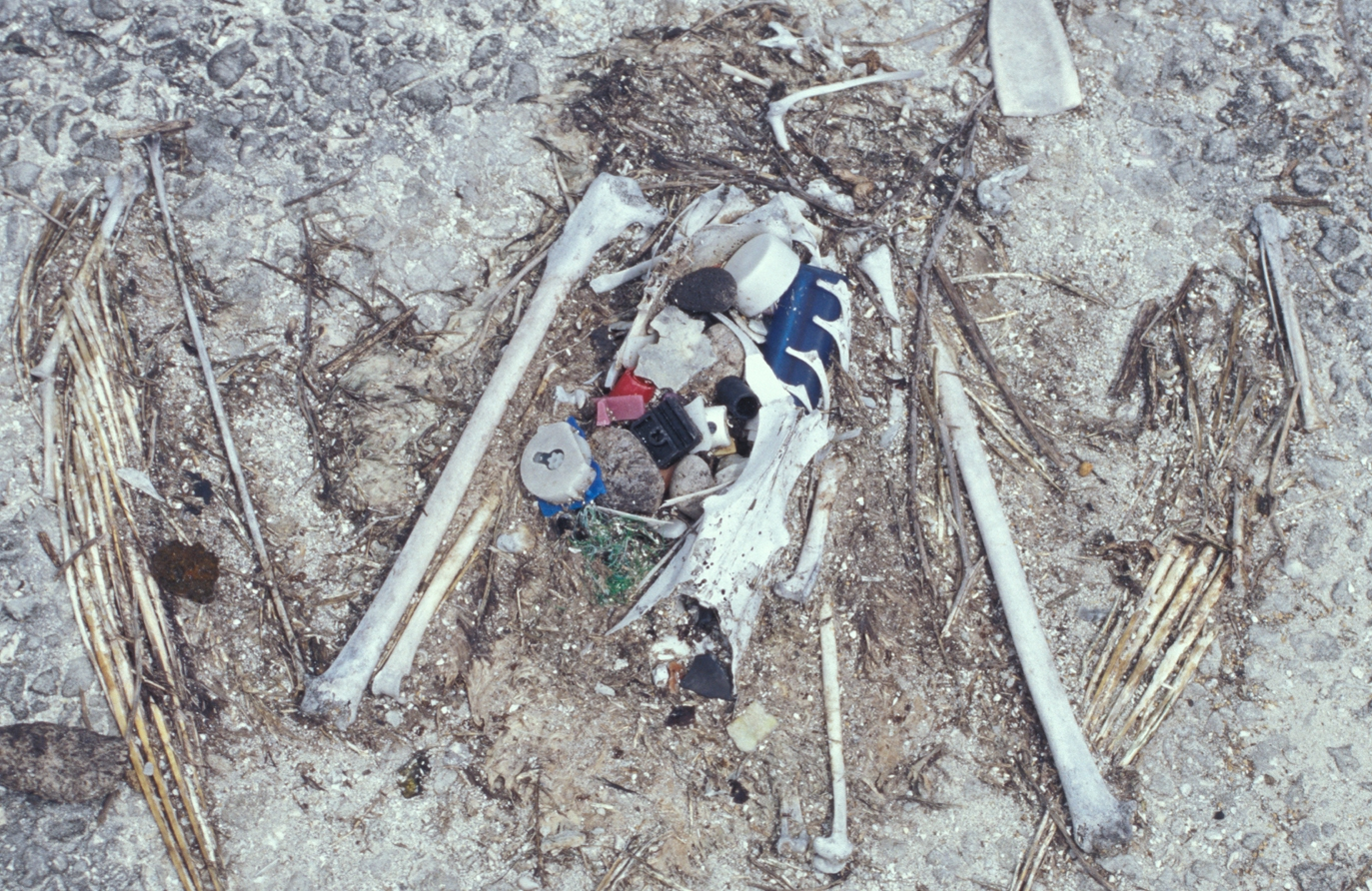

さらに2023年には、プラスチックを摂食することによる新規な病態も海鳥で見つかっている。それはプラスチコシスと名付けられた線維症の一種である。これはプラスチック廃棄物による従来の死因である飢餓やそれに含まれていた化学物質による中毒などと異なり、プラスチックそのものが引き起こす全く新しい疾患であり、ヒトなどでも起こりうる可能性が懸念される。

#### 植物プランクトン
植物プランクトンは海洋における一次生産者生物群である。植物プランクトンが水中の微小プラスチックに影響を受けているかどうかを調べるため、海洋ではないが2019－2020年にオーストラリアのジョージズ川沿いで1週間にわたり微小プラスチックの数が測定され、同時にシアノバクテリアなどの植物プランクトンの採集も行われた。その結果その川に非常に高濃度の微小プラスチックが存在しており、それが植物プランクトンに悪影響を与えていることが判明した。すなわちそれら植物プランクトンからの食物連鎖上の生物すべてが微小プラスチックを摂食することを意味する。

## ヒトへの害

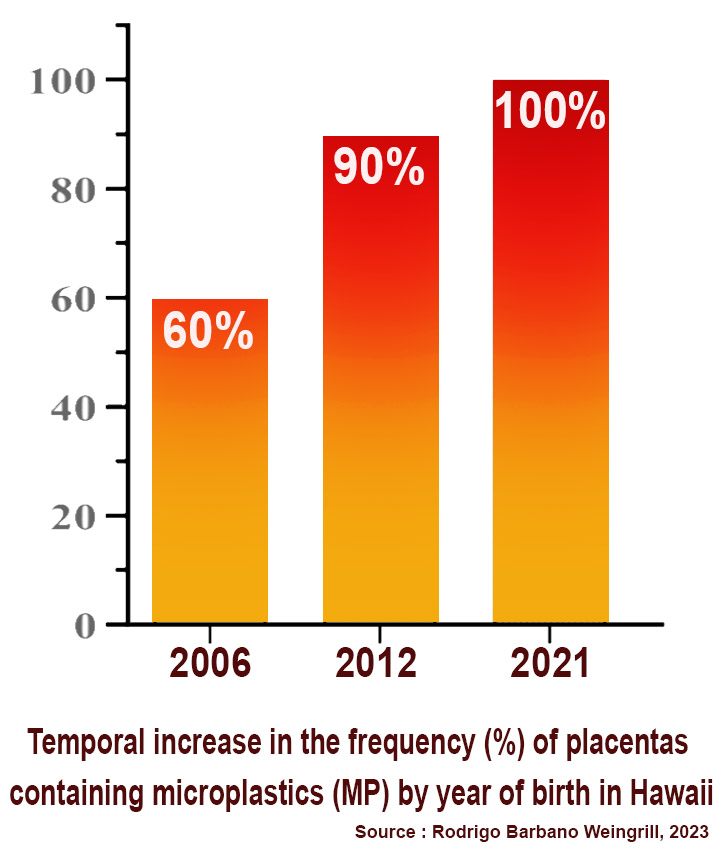
ハワイでの2006年の出産から保存された胎盤の60％にマイクロプラスチックが含まれていたが、2021年にはすでに100％に達していた

ナノプラスチックは貝類や甲殻類の腸組織に浸透することができ、それらを食べる人間の体内に入る。 海産物を食する人は年間11,000個のマイクロプラスチックを摂取すると推定されており、微細なマイクロプラスチックがすでに人間の血液にも見つかっている。2022年に発表された「Environment International」の研究では、対象とした人々の80％の血液中にマイクロプラスチックが含まれており、マイクロプラスチックが人間の臓器に取り込まれる可能性があることを示した。インドネシアの漁師の便を調査したところ、50％がマイクロプラスチックを含んでいた（1グラムの便あたり3.33〜13.99μgのマイクロプラスチック）。　
ハワイは循環する海洋ゴミを運ぶ海流にさらされている。ハワイの住民は全員沿岸郡に住み人口のほぼ50%が週に少なくとも魚介類8オンスを食べており、これは海洋マイクロプラスチックへの曝露と蓄積の増加に関連していると考えられる。胎盤を含む一部の人体組織は法的理由や将来の科学的利用の可能性のために保存されており、人体の内部汚染を遡及的に監視することができる。そこで胎盤を生体内蓄積試験に用いて、妊娠中のマイクロプラスチック曝露を評価し、過去20年間のプラスチック汚染の増加が、ヒト胎盤におけるマイクロプラスチック蓄積の増加と相関しているかどうかを判定した。その結果2023年の調査では、ハワイでの2006年の出産から保存された胎盤の60％にマイクロプラスチックが含まれていたが、2021年にはすでに100％に達していた。
人体内のプラスチックは、解毒機構を妨げたり、遅延させたりする可能性がある。ヒト細胞を用いた細胞レベルの実験では、ポリスチレンのナノ粒子は細胞に取り込まれ、酸化ストレスや炎症反応を引き起こす証拠が示された。
プラスチックを摂取することでそれに由来する化学物質も取り込まれ、さまざまな生殖、発がん性、突然変異原性の影響がある。 多くのプラスチックに使用されているビスフェノールA（BPA）は自己免疫疾患や内分泌かく乱と関連しており、男性の生殖能力の低下や乳がんの原因となる可能性がある。フタル酸エステルも食品包装プラスチックに含まれており、生殖機能や甲状腺機能に影響を与えるとされている。

### プラスチスフェア：プラスチック廃棄物による新病原体伝播の可能性
プラスチック破片に生息する微生物の集団をプラスチスフェア（plastisphere）という。そこではプラスチックがそれら微生物の人工生息地として機能し、病原体微生物の移動可能な貯蔵庫となりうることが示唆されている。わずか１グラムの海洋プラスチックに1立方メートルの外洋水に含まれる微生物バイオマスの10倍が生息している可能性があるとされる。たとえばビブリオ菌は通常外洋では稀だが北大西洋中部のプラスチスフェアに広く分布しており、海中から「ヒッチハイク」することで思いがけない場所での海洋生物や人間に病気を引き起こす可能性がある。
マイクロプラスチック上のプラスチスフェアは、さまざまな経路で生態系や食物連鎖に入りうる。たとえば農作物はサブマイクロメートルの大きさのマイクロプラスチックを直接吸収し根から芽に運ぶことが知られている。数十マイクロメートルを超える大きさのマイクロプラスチックは、頸動脈・肺・結腸などのさまざまな人間の組織や排泄物で見つかっている。したがってプラスチスフェアにより病原体や抗菌薬耐性の人類への伝播・拡散が加速し、今までにない伝染病が発生しても何ら不思議ではない。

## 汚染の発生源と量

国民一人あたりの管理不適切なプラスチック廃棄物の一日当たり発生量を国別に示したもの（2010年）。黄色：30グラム以下、濃い赤色：150グラム以上。

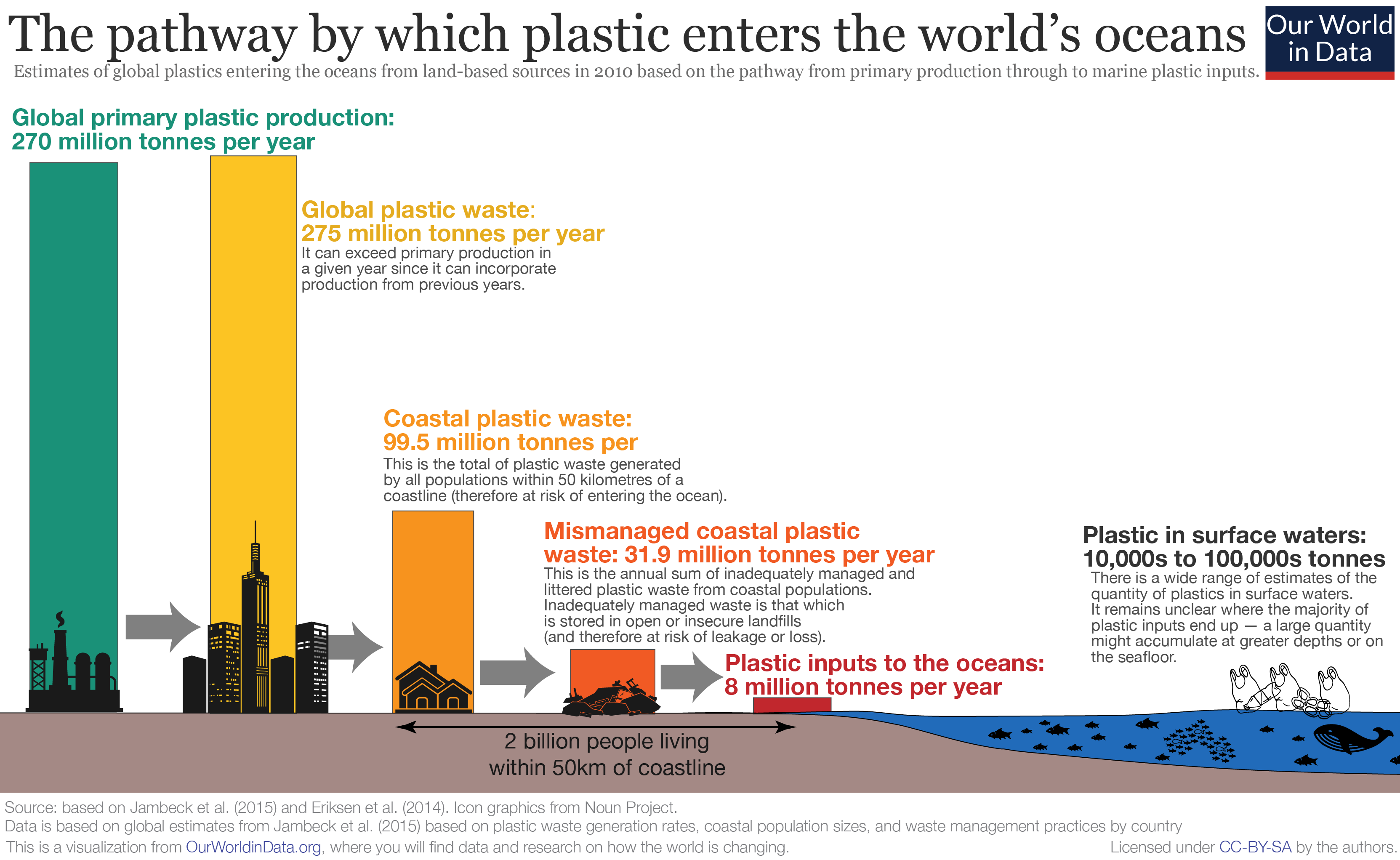
プラスチック廃棄物が海洋に流出する経路

典型的な海洋ゴミアイテムの平均推定分解時間。プラスチック製品は青で示されている。上から5つは順に釣り糸（600年）、プラスチックボトル（450年）、使い捨ておむつ（450年）、プラスチック6缶同梱リング（400年）、アルミ缶（200年）。

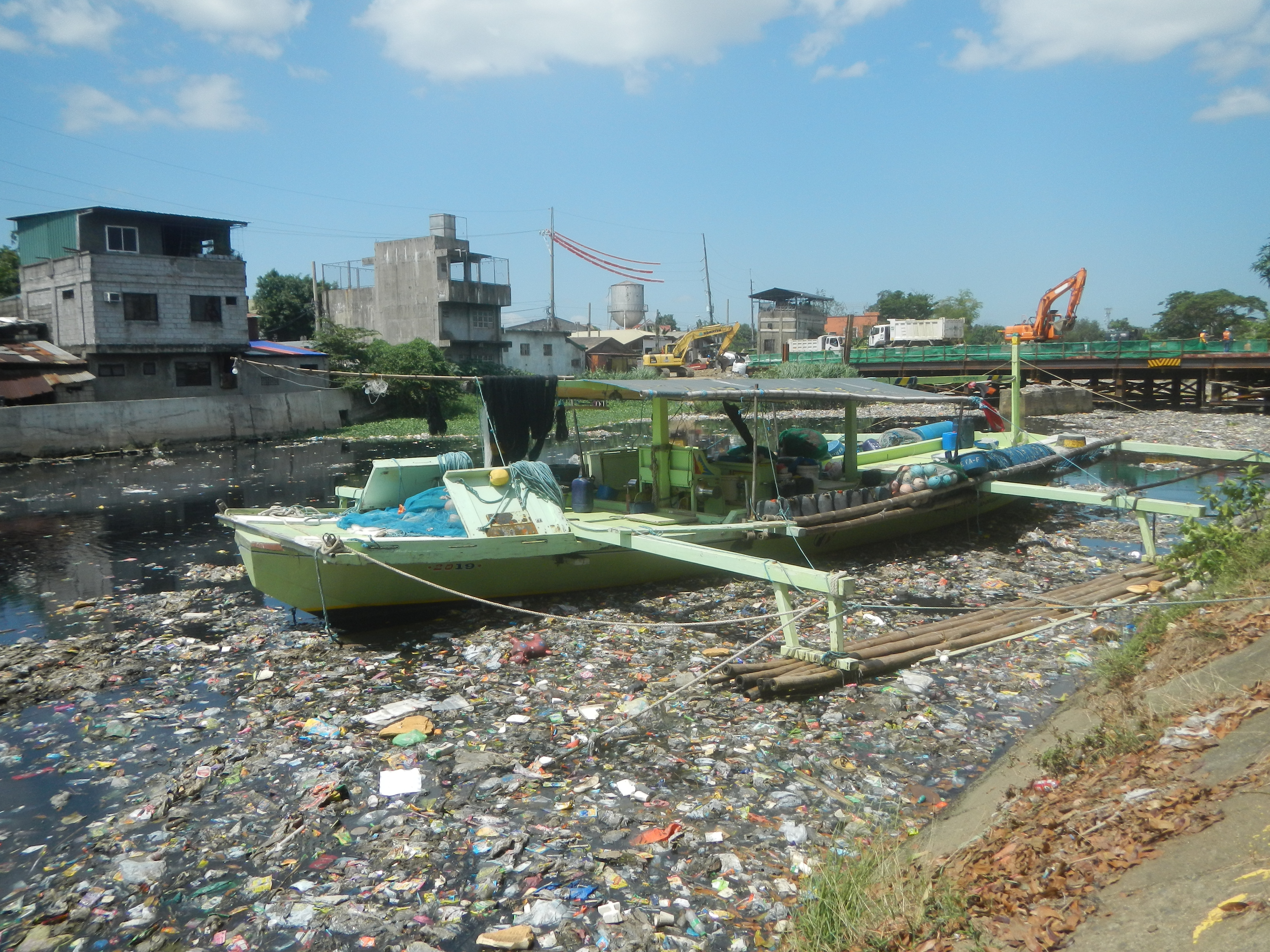
マリラオ川（フィリピン）に流入したプラスチック廃棄物。

2015年までの世界のプラスチック生産量は83億トン（Mt）に達し、その79%が埋立地や自然環境に蓄積された。それらは種々の経路で陸地から海洋へ移動し、最終的に海洋に貯蔵されてしまう。2022年時点で世界のプラスチック消費量は年間約3億トンと推定されており、そのうち約800万トンがマクロプラスチックとして、約150万トンが一次マイクロプラスチック（約98%は陸上で、2%は海洋で生じる）として海洋に流出している。2021年の研究では1900万トンから2300万トンのプラスチックが毎年海洋に流出し、約1億5000万メートルトンのプラスチックが海洋に累積していると推定され、2025年には2億5000万トンに増えると予測されている。2017年の国連海洋会議では、2050年までに海洋に存在するプラスチックの重量が海洋に生息している全魚類よりも多くなると推定された。

### 海洋へのプラスチック廃棄物の流入
いくつかの研究は国内および国際的なレベルで環境へのプラスチック流出を定量化しようとしているが、研究によりその見積もり量は大きく異なり、すべての発生源と発生量を決定する困難さを示している。一つの研究は、2010 年には沿岸国 192 か国で 2 億 7,500 万トン のプラスチック廃棄物が発生し、480 万トンから 1,270 万トンが海洋に流入したと計算した。Borrelle et al. 2020によれば、2016年には約1,900万から2,300万トンのプラスチック廃棄物が水生生態系に入った。一方、Pew Charitable TrustsとSYSTEMIQ（2020）によれば、同じ年に約900万から1,400万トンのプラスチック廃棄物が海に流入した。2022年に米国国立科学アカデミーは、世界全体で海洋へのプラスチック流入が年間800万トンであると推定した。
プラスチック廃棄物の海洋への流入は主にアジアで起こっている。以下の表は2015年に発表されたScienceのJambeckらによる研究による、海洋流入プラスチック廃棄物の多い国々である。すべての欧州連合諸国を合わせるとこの表では 18 位にランクされる。
| Position | Country        | Plastic pollution (in 1000 tonnes per year) |
| -------- | -------------- | ------------------------------------------- |
| 1        | 中国           | 8820                                        |
| 2        | インドネシア   | 3220                                        |
| 3        | フィリピン     | 1880                                        |
| 4        | ベトナム       | 1830                                        |
| 5        | スリランカ     | 1590                                        |
| 6        | タイ           | 1030                                        |
| 7        | エジプト       | 970                                         |
| 8        | マレーシア     | 940                                         |
| 9        | ナイジェリア   | 850                                         |
| 10       | バングラデシュ | 790                                         |
| 11       | 南アフリカ     | 630                                         |
| 12       | インド         | 600                                         |
| 13       | アルジェリア   | 520                                         |
| 14       | トルコ         | 490                                         |
| 15       | パキスタン     | 480                                         |
| 16       | ブラジル       | 470                                         |
| 17       | ミャンマー     | 460                                         |
| 18       | モロッコ       | 310                                         |
| 19       | 北朝鮮         | 300                                         |
| 20       | 米国           | 280                                         |

2019年の研究では、適切に管理されていないプラスチック廃棄物の年間発生量を100万トン（Mt）単位で以下のように計算した。
- 52 Mt – アジア
- 17 Mt – アフリカ
- 7.9 Mt – 南米と中米
- 3.3 Mt – 欧州
- 0.3 Mt – 北米
- 0.1 Mt – オセアニア (オーストラリア、ニュージーランドなど)

2020年に行われた研究では、2016年における米国による管理不適切なプラスチックへの寄与を見直し、米国で廃棄されたプラスチックがインドネシアとインドに続いて海洋汚染で3番目に多い可能性があると推定した。
2021年のThe Ocean Cleanupの研究では、河川が海洋に年間800万から270万トンのプラスチックを流入させているとし、改めてこれらの川の属する国々を新たにランク付けした。上位10カ国は最も多いものから、フィリピン、インド、マレーシア、中国、インドネシア、ミャンマー、ブラジル、ベトナム、バングラデシュ、タイとなっていた。中国は2017年以降プラスチック廃棄物の輸入を禁止したことで流入量を減少させることに成功した形になっている。この輸入禁止措置に関する2018年の研究報告によれば、2016年の全世界リサイクル回収プラスチック廃棄物1410万トンのうち中国は735万トンを輸入していた。欧州連合国の回収プラスチック廃棄物の95％、米国のそれの70％もの量が中国に送られていたのである。2021年の研究によればこのプラスチック廃棄物輸出停止措置は、各国のプラスチック廃棄物の輸出処理を国内処理に移行させ、長期的には地球環境に与える悪影響をはるかに軽減するとしている。しかしこの措置の発効後中国に代わってマレーシア、ベトナム、インドネシア、フィリピン、トルコは措置前よりもはるかに多くの廃棄プラスチックを輸入し始めた。富裕国におけるプラスチックリサイクルの大半は発展途上国への輸出に過ぎない現実が描きだされている。（「廃棄プラスチック国際条約の不遵守」の項を参照）。富裕国でプラスチック廃棄物を一般ゴミ箱に入れれば自国内の埋め立て地に行き、リサイクルボックスに入れれば（大半は）発展途上国の埋め立て地に行く。
2024年の研究はさらに、以前の手法を機械学習と確率的物質フロー分析を使用して改良し、世界50,702の自治体にわたる排出ホットスポットを特定した。それによれば世界のプラスチック廃棄物の排出量は年間5210万メートルトンと推定され、そのうち約57%が野焼きされた（すなわち二酸化炭素や有毒ガスに変換され地球温暖化と大気汚染）。グローバルサウス全体での主要な排出源は未収集の廃棄物であり、インドからの排出量が930万トン/年で最も多く世界のプラスチック排出量のほぼ5分の1 になる。従来のプラスチック汚染モデルでは中国が世界最大のプラスチック汚染国とされていたが、この新たな研究では中国の排出量は280万トン/年で第4位となり、ナイジェリア（350万トン/年）やインドネシア（340万トン/年）よりも少なくなった。これは廃棄物焼却と管理型埋立地の導入が進んだ 最新のデータを使用していることによるとしており、逆にインドは全国の収集カバー率が95%であると主張しているにもかかわらず、管理されていないが”廃棄物処理場”としている土地の数が（管理されている）衛生埋立地の10倍ある上、公式統計には農村地域や未収集廃棄物の野焼きなどが含まれていないという証拠があり、結果としてインドの公式の廃棄物発生率（約0.12キログラム/人/日）は過小評価で逆に廃棄物収集は過大評価であるとしている。一方一人当たり排出量で見ると、国全体での排出量が少ないにもかかわらずサハラ 以南アフリカの多くの国々が上位を占める。この地域で進行中の人口爆発を考慮すると、これら国々が近い将来世界最大の海洋プラスチック汚染源になることが憂慮される。

### 海上での船舶からのプラスチック廃棄物の投棄
海洋を汚染するプラスチックごみの約20％、つまり560万トンは海上起源である。マルポール条約は「プラスチックの海上廃棄を完全に禁止する」規定を設けている。かつて商船は、貨物、汚水、使用済み医療機器、その他のプラスチックを含む廃棄物を海に投棄していたが、アメリカでは、1987年の海洋プラスチック汚染研究および規制法（Marine Plastic Pollution Research and Control Act）によって、海軍艦艇を含む海上でのプラスチック廃棄が禁止されている。 
それにもかかわらず海上起源のプラスチック汚染の一大原因は漁具（トラップや網を含む）の投棄であり、一部の地域ではプラスチックごみの最大90％を占めると推定されている。そのうち漁網は、海洋における最大サイズの単一の海洋プラスチック汚染の種類（約10％）であり、放棄された後でも海洋生物や他のプラスチック廃棄物を絡め捕らえ続け（ゴーストフィッシング）、最終的に総重量最大6トンに達し海中から引き上げるのが非常に困難になる。

### 工業プラスチック製品原料（ナードル）の漏洩
プラスチックペレットはプラスチック製品を製造するために広く使用される工業原料で、プラスチック汚染の文脈では一般的に「ナードル（nurdles）」と呼ばれる。ナードルはしばしば製造と輸送の両段階で環境へ漏洩し、持続的な環境汚染を引き起こす。マイクロプラスチックほどではなくともその小さなサイズのため、漏洩後に取り除くのは極めて困難である。ある見積もりでは海洋にあるプラスチックの10%がナードルであると推定されており、プラスチック袋や食品容器などのプラスチック製品由来廃棄物とともに、最も一般的な海洋プラスチック汚染である 毎年約23万トンのナードルが海洋に流入していると考えられており、それらも海鳥、魚、その他の野生生物に餌と間違われることがよくある。

## 廃棄プラスチック国際条約の不遵守による海洋汚染
富裕国から発展途上国へのプラスチック廃棄物の輸出はいたるところで報告されている。環境政策や税金、廃棄物処理、輸送に関連する政策やコストについての富裕国と発展途上国との間の格差が、廃棄物やスクラップ製品、プラスチックを含む国際取引における法的および違法な国際交通に関する重要な決定要因となっている。平易に言い換えれば富裕国から発展途上国に廃棄物とともに資金が移動し、これが発展途上国が富裕国のゴミ処理を引き受ける原動力になっている。受け入れた発展途上国（の廃棄物処理業者）の処理能力を越えた量の廃棄物が富裕国から輸出された場合、発展途上国では一般に環境法と取り締まりが弱いため、リサイクル名目で輸入しても実際には埋め立てや不法投棄される例が後を絶たず、その発展途上国から海洋へ流出する富裕国由来のプラスチック廃棄物の発生源となりうる。それにもかかわらず多くの国の政府は「リサイクル目的のため」としてプラスチック廃棄物が輸出入された場合には、実態にかかわらずリサイクルされたものとして集計する。この実態とかけ離れた悪習がプラスチック汚染につながる環境投棄の基礎となっている。
プラスチック廃棄物を輸出した富裕国は、その輸入した発展途上国の経済水準よりも高い原資を支払うことで、自国の廃棄物問題をカネで解決できると同時に、輸入国にとっても現地住民の雇用につながるためこのような悪習が後を絶たず、富裕国は発展途上国民に高収入でもってプラスチック廃棄物を押し付け続けている。その一例として環境保護団体ECOTONの協力によるインドネシアからの2023年の現地レポートで、日本から輸入されたプラスチック廃棄物の処理場で働いている主婦女性が答えているところによると週に9600円の収入があり、これはインドネシア平均月収約29000円の実に1.3倍以上である。
海洋プラスチック汚染に対処する国際条約は、1972年の海洋投棄防止条約、1973年の船舶からの汚染防止国際条約、ホノルル戦略など、いくつかあれども、どれも陸地から海に流出するプラスチックに関するものではない。より広範なプラスチック汚染に対処するための法的拘束力のある国際的な条約は必要であるとかねてから考えてられてきた。ロビイストは、UNEA-5がそのような条約につながる期待を寄せていたが、セッションは法的拘束力のある合意なしに終わった。
2019年5月、発展途上国への先進国からのプラスチック廃棄物の輸出/輸入を規制し防ぐことを意図し、バーゼル条約にプラスチック廃棄物を含めるための改正が行われた。バーゼル条約の規則に従った規定に基づいて、187か国がプラスチック廃棄物の輸出を制限することに合意した。バーゼル条約の規則に従わない国々との取引は、事前に決定された基準を満たす合意がある場合を除いて禁止されている。5か国を除くすべての国連加盟国がこの合意に加盟しているが、世界一多量のプラスチック廃棄物を発生させている米国は富裕国で唯一加盟していないその5か国の一つである。非営利のバーゼル行動ネットワーク（BAN）による国際貿易データの分析によれば、バーゼル条約が2021年1月1日から発効して以来、バーゼル条約の違反が横行している。富裕国は廃棄物管理インフラが不足している発展途上国に数億トンものプラスチックを送りつけ、その多くはその発展途上国で埋め立て、焼却、または自然環境に散乱されている。東南アジア諸国が海洋へのプラスチック廃棄物流出量の上位を占めるのは（「海洋へのプラスチック廃棄物の流入国」の項を参照）、富裕国がバーゼル条約違反によりそれら諸国にプラスチック廃棄物を押し付けているからに他ならない。東南アジア諸国が国内経済の富裕国廃棄物処理への依存度を下げ、中国が実行したようにプラスチック廃棄物の輸入を停止しバーゼル条約の遵守を徹底することで、富裕国が他国に押し付け続けてきたプラスチック廃棄物処理を自国で行わせることは、富裕国由来のプラスチック廃棄物による海洋プラスチック汚染を軽減するのに絶対不可欠である。

## ゴミベルト（ゴミパッチ、ガベージパッチ）

海洋表面における1950－2000年の（マクロ）プラスチック廃棄物量とその先の予測、百万トン単位。

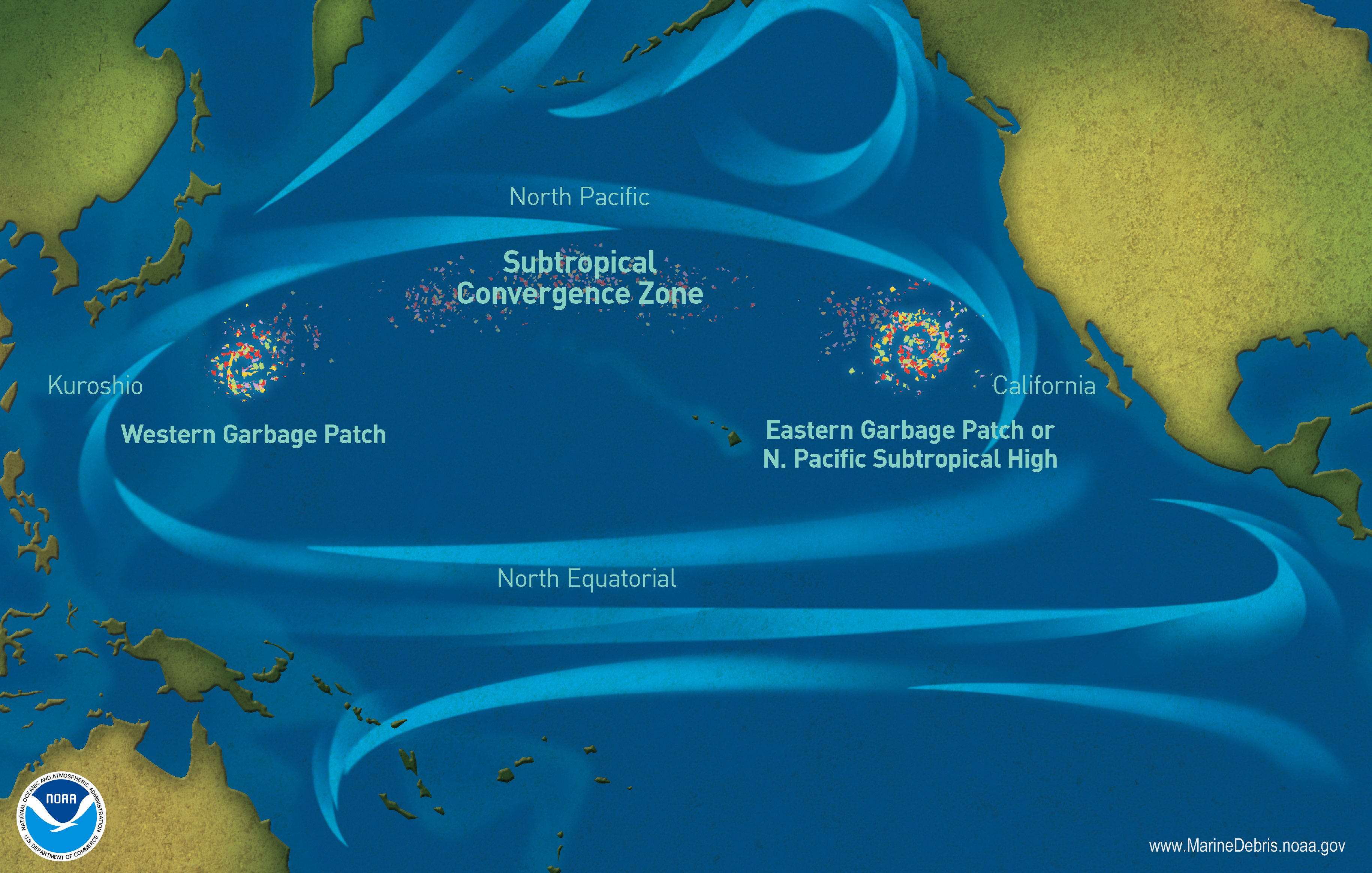
太平洋ゴミベルトでは太平洋の海流がごみの「島」を東西２か所形成している

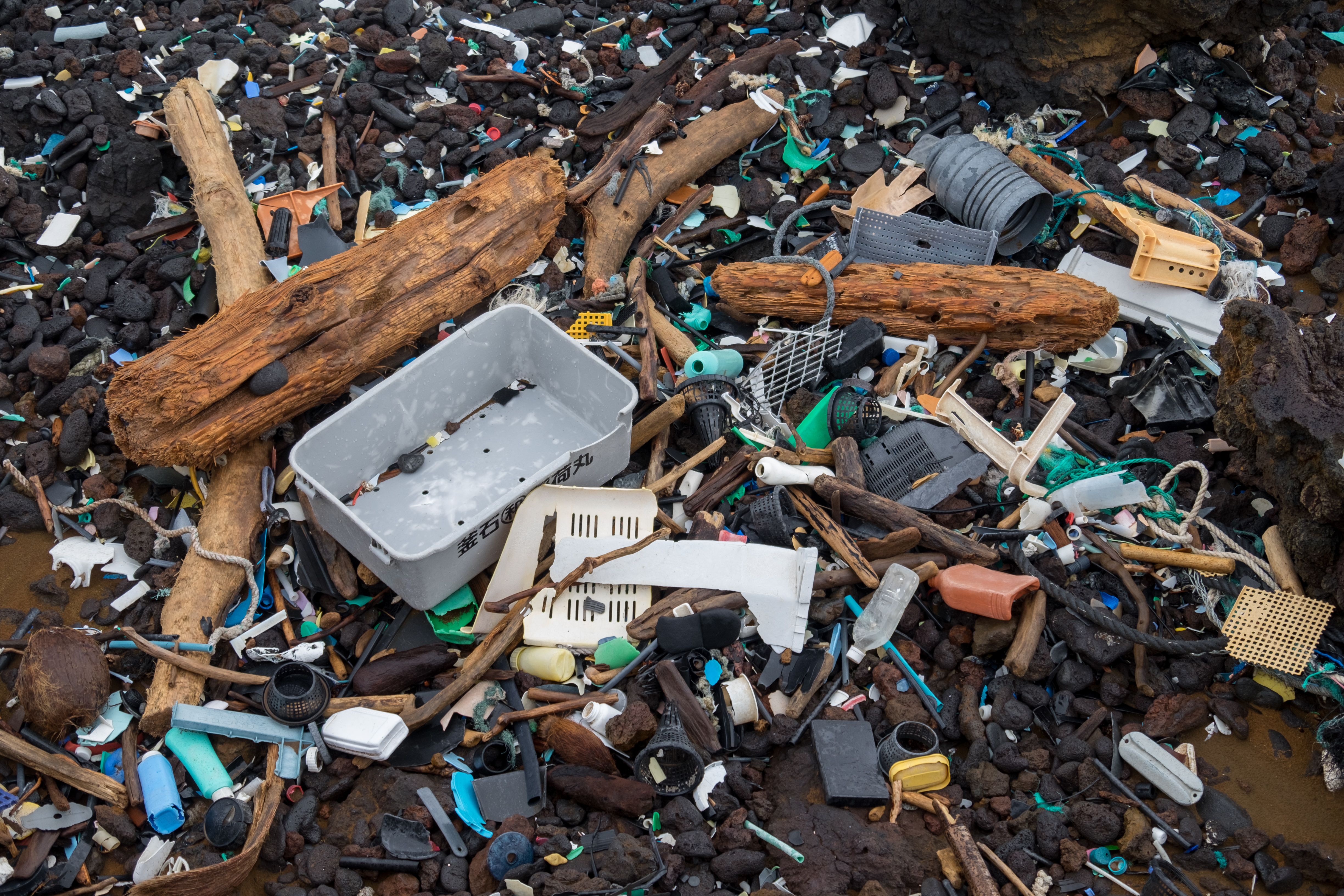
太平洋ゴミベルトからハワイ南端に漂着した大量のゴミ

海洋プラスチック廃棄物の分布は風や海洋の流れ、海岸線の地理、都市地域、沿岸地域人口、貿易路などの要因によって変動し、ゴミベルトと呼ばれる集積体を特定の海域に形成する。
海面では、プラスチック廃棄物は海洋回転流という大規模な円形構造内に集積する。海洋回転流は地球の風のパターンと惑星の回転によって生じる力によって形成される円形の海流で、赤道方向への内陸輸送と極方向への内陸輸送を引き起こす帯状風の交互のパターンによって、すべての海洋に形成され、海洋廃棄物のたまり場となる。地球上の主な5つの海洋回転流（北太平洋亜熱帯回転流、南太平洋亜熱帯回転流、北大西洋亜熱帯回転流、南大西洋亜熱帯回転流、インド洋亜熱帯回転流）すべてにゴミベルトがあり、ほぼ30万トンに達すると推定されている。
ゴミベルトには、マイクロプラスチックや小さなプラスチックペレットの汚染から、漁網や消費財、洪水や船舶事故で失われた電化製品など、さまざまな廃棄物があり、海洋プラスチック廃棄物の流出によって拡大する。ゴミベルト内ではゴミの多くは海面近くにあるが最深で30メートル（100フィート）の深さにまで見られることがある。国連環境計画（UNEP）は、「海の1平方マイルあたり約46,000個のプラスチック片が存在する」と推定している。
太平洋ゴミベルトは、北太平洋循環の海流に閉ざされおよそ西経135度から155度、北緯35度から42度の範囲の海域に集積した海洋ごみで、面積は米国テキサス州の約2倍である。西部ゴミパッチ（日本沿岸近く）と東部ゴミパッチ（カリフォルニアとハワイの間）の大きな2か所の集積地があり、その量は9,000万メトリックトン（1億ショートトン）と見積もられており、海にいる魚の量と同じくらいのプラスチック廃棄物が存在する可能性もある。この地域では上層に非常に高い濃度でプラスチック粒子が浮遊している。1999年に北太平洋の海流で採取されたサンプルでは、プラスチックの質量がその地域で最も多い動物プランクトンの質量を6倍も上回っていた。　
他のゴミベルトには、大きさの順に北大西洋ゴミベルト（北アメリカとアフリカの間）、南大西洋ゴミベルト（南アメリカ東部とアフリカの先端の間）、南太平洋ゴミベルト（南アメリカの西方）、インド洋ゴミベルト（南アフリカの東方）がある。
クジラ類は、太平洋ゴミベルト内で発見されており、この場所は動物にとって移動回廊や主要な生息地であるため、絡まりや廃棄物摂食のリスクをもたらす。
ミッドウェイ環礁やハワイ諸島にはゴミベルトから大量の海洋ゴミが漂着し、その90％はプラスチックであり、島の住人や生物にとって危険な状況となっている。（地球上のあらゆる生物への甚大な害＞摂食による害＞鳥類の項を参照）。

## 海洋におけるマイクロプラスチック

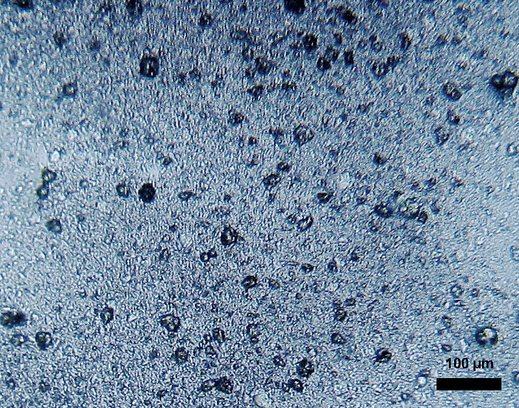
歯磨き粉に配合されている直径約 30 μm のマイクロプラスチック小球。

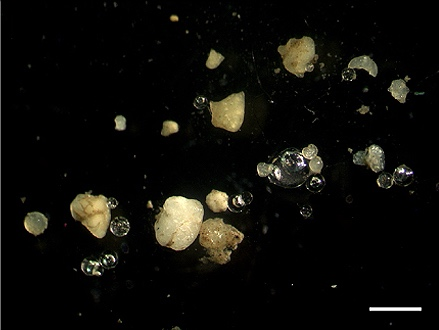
ライン川の堆積物における砂とガラス球の間のマイクロプラスチック。白いバーは1mmを示す。

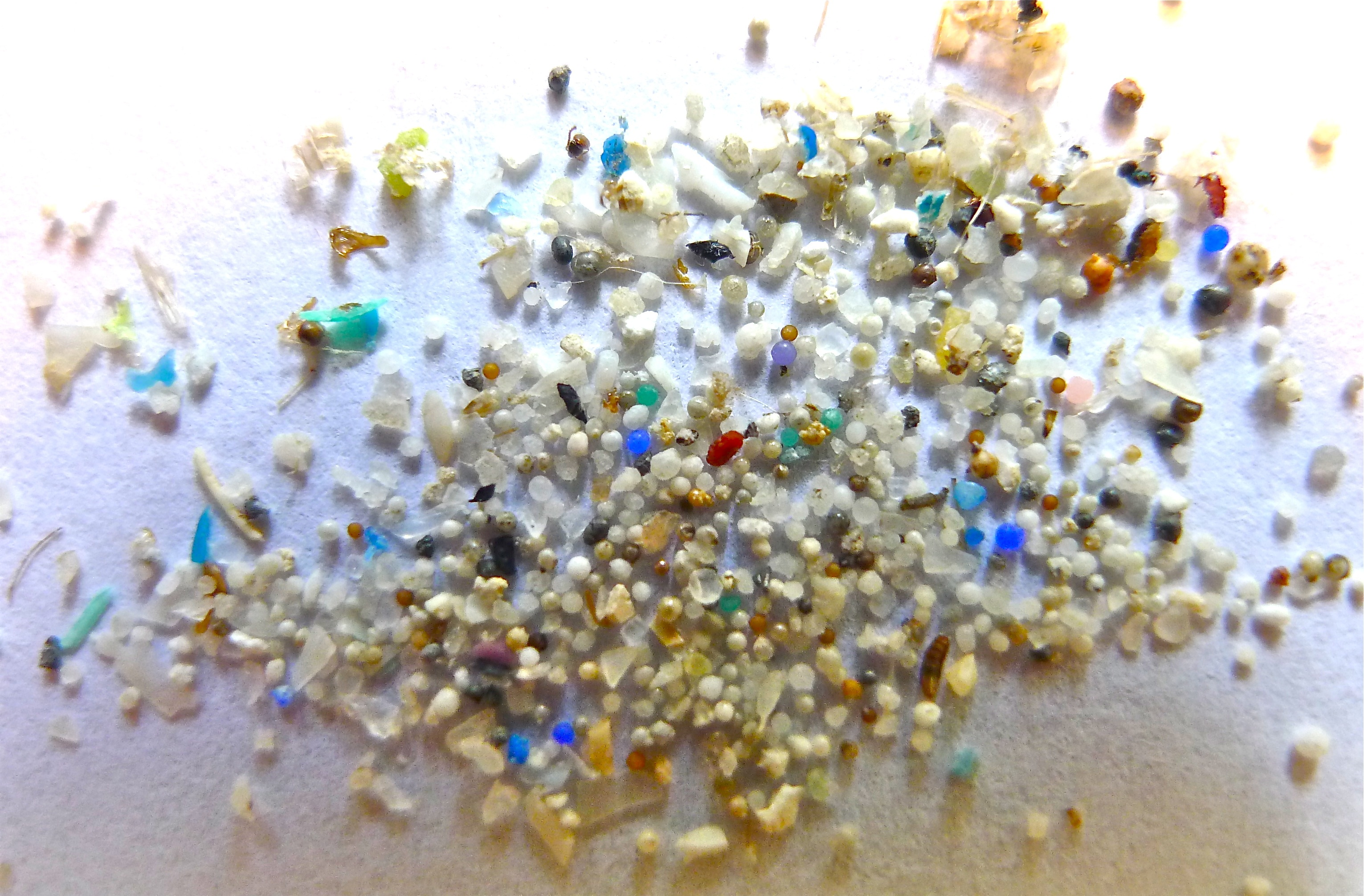
オレゴン州立大学が収集したマイクロプラスチックのサンプル

マイクロプラスチックは小さな海洋生物が摂食し、そこから食物連鎖を通じてすべての海洋生物ひいてはヒトを含む陸上生物に摂食され、人間の食糧供給にも悪影響を及ぼす。そのサイズのせいで海洋を含む地球環境からのマイクロプラスチック汚染の除去は非常に困難で汚染はほとんど不可逆的である。この点で地球環境の文脈においては、マイクロプラスチックはPFASなどと同等の一種の永久化学物質（forever chemicals）といってもよい。　
プラスチック廃棄物の破片は劣化や衝突によってさらに小さな片に分解されたマイクロプラスチックとなる。また、クリーニング排水（合成繊維衣類の洗濯下水に漏洩するプラスチック繊維など）、道路の塗料の劣化、タイヤの摩耗、都市の埃が水路に流れ込むこと、貨物コンテナからこぼれたプラスチックペレット、海に投棄された漁具やその他の合成繊維、船舶の海洋塗料の劣化など、さまざまなマイクロプラスチック源が海洋に流入する。　
さらにマイクロプラスチックはプラスチック廃棄物の破砕から発生するばかりではなく、歯磨き粉、ハンドソープ、フェイスクレンザー、その他の角質除去製品や化粧品に普遍的に配合されており、そもそも人類が以前から意図的に製造・使用し排水中に垂れ流している。
マイクロプラスチックは小さなサイズのため下水処理場の初期処理ろ過システムをすり抜けてそのまま海に流れ込む。EUでは、化粧品、洗剤、塗料、ポリッシュ、コーティング剤などへのマイクロプラスチックの意図的な添加を禁止することで、20年間で約40万トンのマイクロプラスチック排出を削減できると推定している。 
海洋に漏出したマイクロプラスチックは、海の波の白波や海泡に蓄積し波の崩壊の安定性を高める可能性があり、海のアルベド（反射率）や大気と海洋のガス交換に影響を与える。さらに2020年、マイクロプラスチックは海風により白波や海泡から離れ大気中に浮遊さえすることが発見された。
マイクロプラスチックは、海洋の表面に浮力のあるバイオフィルム層を形成することもある。マイクロプラスチックの摂取による浮力の変化は、自家栄養生物において明確に観察されている。プラスチック表面の疎水性特性は、バイオフィルムの迅速な形成を促進し、これがさまざまな代謝活動を支え、他の微生物や大型の生物の遷移を促進する。
プラスチック材の約半分は海水より軽く浮力を持っているにもかかわらず、マイクロプラスチックは微生物付着などが原因で海底に沈むことがある。これにより、海底生息する生物種や海底でのガス交換プロセスに影響を与える可能性がある。　
北極海のマイクロプラスチックは主に大西洋、特に欧米からの供給源に由来していることがわかっている。2020年の研究では驚くべきことに、南極大陸東部の氷河や雪の上のマイクロプラスチックの濃度が、マイクロプラスチック源が氷河付近で直接使用されたり生産されたりしていないにもかかわらず都市の水域よりも高いことが明らかになった。これらの知見は海洋マイクロプラスチックが人跡稀な極地の陸上に移動さえしうることを示している。
海洋中のマイクロプラスチック探索はほとんどの研究で表層水（深さ約 50 センチメートル未満）から収集したものであった。2025年の研究では、2014 ～2024 年に収集された 1,885 の観測所から深度プロファイルデータを統合し、従来の方法では通常サンプリングされない表層下のマイクロプラスチックの分布を調べた。マイクロプラスチックの粒子状有機炭素全体に対する測定可能な割合は水深30メートルでは0.1%だが2,000 メートルでは5%に増加していた。深海では一貫して驚くほど高い存在量が観測され、立方メートル当たり個数は、南北大西洋横断線では水深100～270メートルで1,100個以上、北太平洋亜熱帯環流では水深2,000メートルで600個 、北極海では水深2,500メートルで200個、マリアナ海溝では水深6,800メートルで13,500個であった。

### マイクロプラスチックが食物連鎖に入るとどうなるか

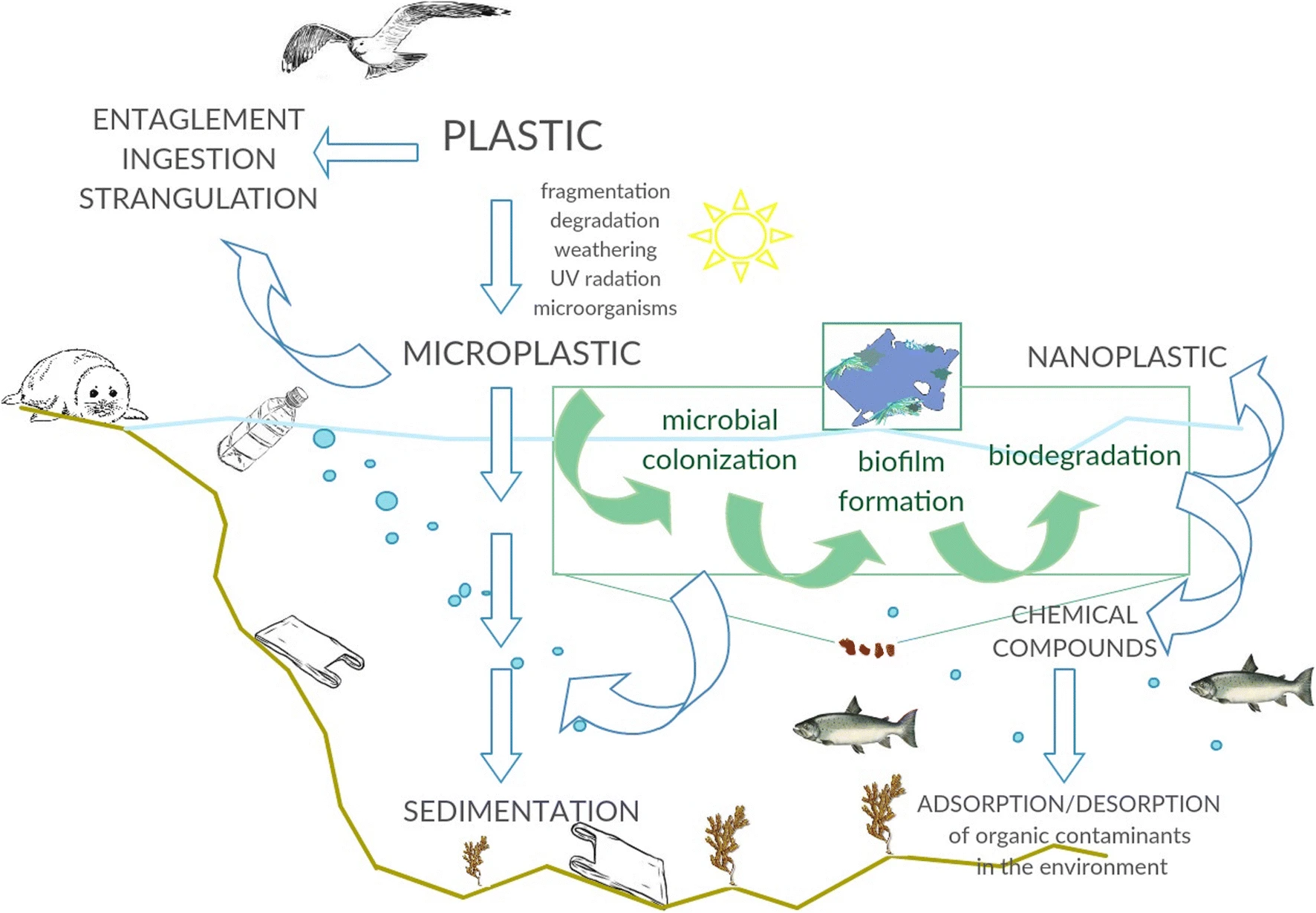
海洋微生物とマイクロプラスチックとの相互作用

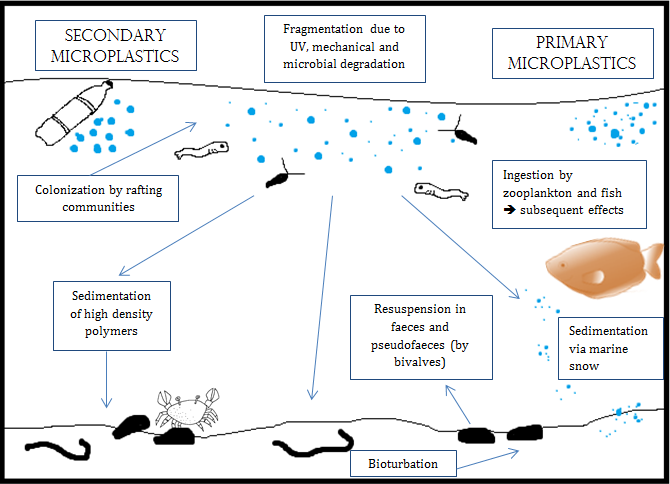
マイクロプラスチックはその小さなサイズと高い耐久性から、海洋環境で非常に長い間残り続け、生態系ひいては食物連鎖全体に対して深刻かつ持続的な影響を及ぼし続ける。

マイクロプラスチックはその非常に小さなサイズのため、濾過摂食する生物が摂取しうる。マイクロプラスチック中のビスフェノールA、ポリスチレン、DDT、PCBなどの持続性かつ生物濃縮性毒物はこれら生物に蓄積し、食物連鎖を通じて海洋生物のみならず魚介類を摂食する人類にも有害な影響を引き起こしうる。例えば「インターナショナル・ペレット・ウォッチ」は、17カ国の30のビーチからポリエチレン製のペレットのサンプルを収集し、有機微汚染物質の分析を行った。米国、ベトナム、南アフリカのビーチで見つかったペレットには、農薬由来の化合物が含まれており、これらの地域で農薬の使用量が多いことを示唆した。
海洋生物がマイクロプラスチックを摂取すると、それが食物連鎖を通じて上位の捕食者に影響を与え、以下のような影響が生じる：
1. 転送: 捕食者がマイクロプラスチックを摂食した生物を摂食することにより、そのマイクロプラスチックが食物連鎖を通じて広がる。プランクトンが摂食したマイクロプラスチックが魚を通じて、魚介類を摂食した人間の体内に入る。
2. 蓄積: マイクロプラスチックが生物の体内に蓄積されると、その生物に消化不良、栄養吸収の障害、成長の遅延などを引き起こす。
3. 行動への影響: マイクロプラスチックは、魚や他の海洋生物に無気力な泳ぎや摂食行動を引き起こし、捕食活動や繁殖行動が損なわれ、個体群の健康を悪化する。
4. 食物連鎖の乱れ: マイクロプラスチックを摂取した海洋生物の栄養価値の低下や死亡が、捕食者の個体数を減少させ、最終的に人類を含むその食物連鎖最上位の生物群の生残率を低下させる。
5. 生物多様性の喪失: マイクロプラスチックの悪影響をあまり被らない特定の種が支配的になり生物多様性が失われる。

### 深海のマイクロプラスチック
深海におけるマイクロプラスチック汚染の規模を解明するため、深海の生物や堆積物の調査が行われてきた。2011年から2012年にかけて地中海、インド洋南西部、北東大西洋から収集・分析された深海堆積物とサンゴの標本すべてにマイクロプラスチックが大量に含まれていた。
2013年時点ですでにたとえ人跡未踏の海域でもマイクロプラスチック汚染は起こっていた。 極地を含むほとんど人跡未踏の遠隔地の深海1100〜5000メートルの深さ4か所（南極海の極前線、大西洋のポーキュパイン深海平原、ギニア湾のコンゴ渓谷遠位葉、地中海のナイル川深海扇）を調査し、そのうち3か所で堆積物の最上層1センチメートルに識別可能な量のマイクロプラスチックが存在した。各場所から堆積物が採取されマイクロプラスチックを単離しマイクロラマン分光法で分析すると、プラスチック業界で一般的に使用されている人工着色料が確認された。
2013年に北アメリカ西海岸とハワイ周辺でモントレー湾水族館研究所（MBARI）が行った調査では、22年間のビデオ映像に観察されたすべてのゴミのうち3分の1がプラスチック袋であり、2000メートル以下の深さでも最も一般的であった。 
2015年の調査では、西太平洋の深度4601ー5732メートルの堆積物中マイクロプラスチックの平均存在量は、堆積物の乾燥重量1キログラムあたり240個で、そのマイクロプラスチックは主に繊維状（52.5%）、青色（45.0%）、1 mm未満（90.0%）、材質は主にポリプロピレン-エチレン共重合体（40.0%）とポリエチレンテレフタレート（27.5%）であった。
2016年には、研究者たちがROVを使用して深海生物9種と堆積物を収集した。その9種類の深海生物を解剖し顕微鏡で調査すると、そのうち6種類がマイクロプラスチック（マイクロファイバー）を摂食していた。
2017年の調査では、北東大西洋深度2200メートル以上でマイクロプラスチックが1立方メートルあたり70.8個確認され、これは表層水で報告されている量と同等であった 。同時に海洋無脊椎動物が摂取した微小物質も調査し、66個体のうち48%がマイクロプラスチックを摂取しており、その量は沿岸種と比較してさえも同程度であった。
2019年の調査ではマイクロプラスチックは、日本、伊豆・小笠原、マリアナ、ケルマデック、ニュー・ヘブリディーズ、およびペルー・チリの海溝から採取された端脚類生物中に見つかった。マリアナ海溝の端脚類は水深10,890メートルでサンプルが採取され、すべてにマイクロファイバーが含まれていた。
2020年には、深海生物の新種が発見されそのサンプルの1つにはすでにプラスチックが腸内に存在していた。この生物はプラスチック汚染を強調するためEurythenes plasticusと名付けられた。 
2020年のオーストラリア沖約300キロ深さ約3キロの6つの地域の調査により、海底に現在存在するマイクロプラスチックの量についておそらく初の科学的推定が作成された。それによればマイクロプラスチック量は水深によって変動し、その箇所の海洋表面でのマイクロプラスチック量と海底地形の勾配の角度に比例していた。立方センチメートルあたりの平均マイクロプラスチック質量を計算すると、地球の海底には約1400万トンのマイクロプラスチックが含まれていると推定され、これは以前の研究からのデータを基にした推定量の約1-2倍である。

## プラスチック由来化学物質の漏洩、プラスチックによる化学物質濃縮・運搬
プラスチック材料に含まれる添加剤の一部は内分泌系に干渉したり、免疫系を抑制したり、生殖率を低下させうることが知られている。そのような添加剤は海洋を含む水性生態系に漏洩する可能性がある。プラスチックが分解することでビスフェノールA（BPA）やPSオリゴマーが水中に放出される。全世界で浮遊するプラスチック廃棄物とともに毎年約8000～19000トンの添加剤が漏出しその一部は北極圏にまで届いている。 　　
さらにそれとは別に、その水性生態系が希薄な疎水性化学物質、例えばPCB、DDT、PAHなどにもとから汚染されていた場合、プラスチックは一般的に疎水性であるため、その化学物質はプラスチック廃棄物破片の表面に吸着・濃縮され、そのプラスチック破片の毒性を著しく向上させうる。水俣病などでよく知られたように疎水性化学物質は摂取した生物の脂肪組織に蓄積、食物連鎖を通じて生物濃縮され、人類を含む捕食者に害を及ぼす。その一例として2003年、北太平洋と南極海で採集された5種のアホウドリ類で、ポリ塩化ジベンゾ-p-ダイオキシン（PCDD）、ポリ塩化ジベンゾフラン（PCDF）、コプラナーPCBの濃度を測定し、残留レベル・蓄積パターン・毒性の潜在的可能性が調査された。それによると、北太平洋のアホウドリの残留レベルは汚染源から遠く離れているにもかかわらず、先進国汚染地域の陸生鳥類や沿岸鳥類のそれと同等かそれ以上であり、遠隔地であるにもかかわらずこれら有毒化学物質への特異的な曝露と蓄積を示していた。

## プラスチックの使用削減努力

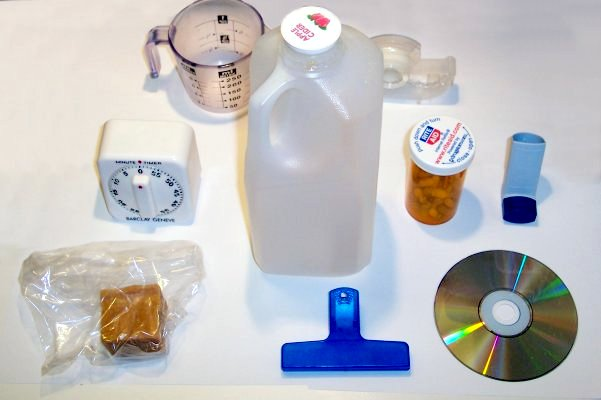
さまざまな種類のプラスチックで作られた家庭用品

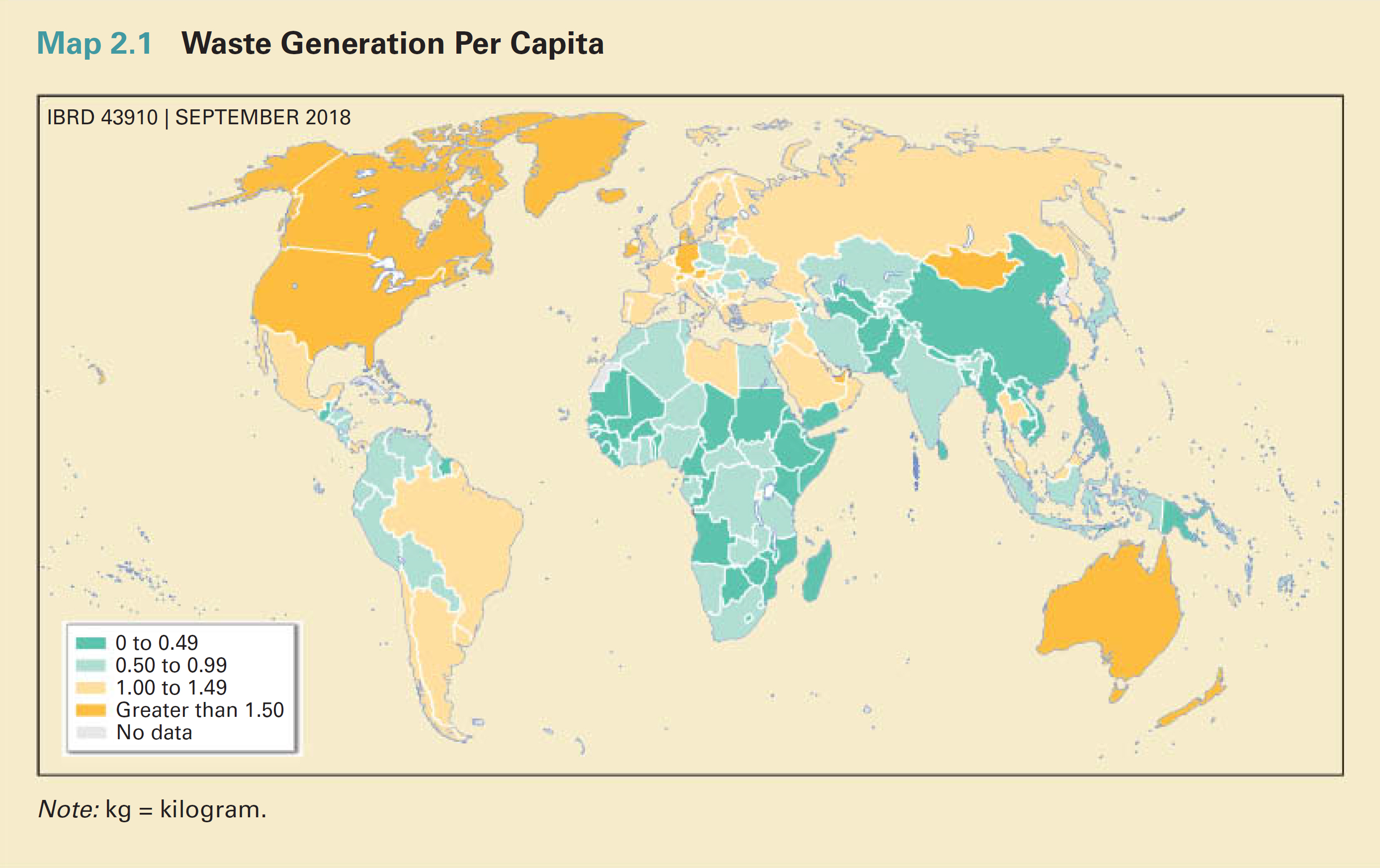
廃棄物の発生量（1 人あたり 1 日あたりのキログラム単位）

2021年のサイエンス誌における初めてのグローバルなプラスチック汚染に関する科学的総説論文では、合理的な対応策として未使用のプラスチック材料の消費の削減と、プラスチック廃棄物の輸出禁止（輸入国で輸出国より良いリサイクルが実施可能な場合を除くが、先項で述べたように殆ど有り得ない）など、国際的に調整された廃棄物管理戦略とがあると主張している。
一部の自治体や企業では、プラスチックボトル水やプラスチック袋など一般的に使用される使い捨てプラスチック製品の使用を禁止している。一部のNGOはレストランなどを審査し「エコフレンドリー」であると顧客に保証する証明書を交付するなどのプラスチック削減戦略を実施している。

### 包装材プラスチック廃棄物の削減
日常生活で避けて通れないのが包装材のプラスチック廃棄物の問題である。食品に関連して言えば、食品を商品として製造・流通させるエネルギーの約5%が包装材に使われると見積もられている。プラスチック包装材はその廃棄物による環境汚染が甚大で、プラスチック製造にかかる二酸化炭素排出に加え、全体として環境に対する悪影響が非常に大きい。2023年5月の69ページの国連報告書によればプラスチック汚染はいまや「破壊的」なレベルに到達したとし、一刻も早い行動を呼び掛けている。　日本の過剰包装文化、特に食品のそれは海外でも知られており、日本のプラスチック廃棄物に関連して批判されている。
プラスチック廃棄物を出さないことは、プラスチック汚染のみならずその焼却から発生する二酸化炭素による地球温暖化に対する観点から極めて重要かつ効果の大きい行動である。（「焼却」の項も参照）2021年の日本の廃プラスチック総排出量は823万トンでその内訳は一般廃棄物が424万トン・産業廃棄物が399万トンと過半数（51.5%）が一般消費活動から発生しており、さらにその77.4%が包装材である。すなわち個々人の努力によるプラスチック包装材の削減だけで、日本の総プラスチック廃棄物の40%もの量が削減可能なのである。断じて小さい数字ではない。
４Rの廃棄物ヒエラルキーで最上位の取り組みはRefuse(拒否）である。すなわちプラスチック包装された商品をそもそも買わないことや、必要のないプラスチック包装材を使わないことである。これらは個々人で容易に実行可能である。例えばトレイに入った惣菜などの冷凍食品は可食部に対し多量のプラスチック包装すなわち廃棄物の購入を強いるものであり、冷凍野菜の代わりに（パック包装でない）野菜を購入し切って冷凍することや、ミックスベジタブルなど缶詰でも入手できるものは缶詰品を選ぶ（缶はリサイクルが容易）ことなどでプラスチック廃棄物の購入を回避できる。
さらに、かつての日本では普通であった量り売りで提供することで商品のプラスチック包装を省略して、環境負荷のみならずコスト削減にもつなげている食料品店も増えてきており、これらのような店舗を日常的に利用することは一般消費社会にゼロ・ウェイストのムーブメントを普及させるものと期待される。その関連する取り組みとして東京都内のスーパーマーケットで、ノントレーなど食品包装の簡易化について客に直接その優位性を示しながら意見を問う試みがなされた。買い物カゴ投票と銘打ったこのキャンペーンはWWFジャパンと滋賀県立大学によりデザインされ、よりサステナブルな食品販売形態を確立するものとして期待される。

## 海洋プラスチック汚染防止・除去に向けた努力

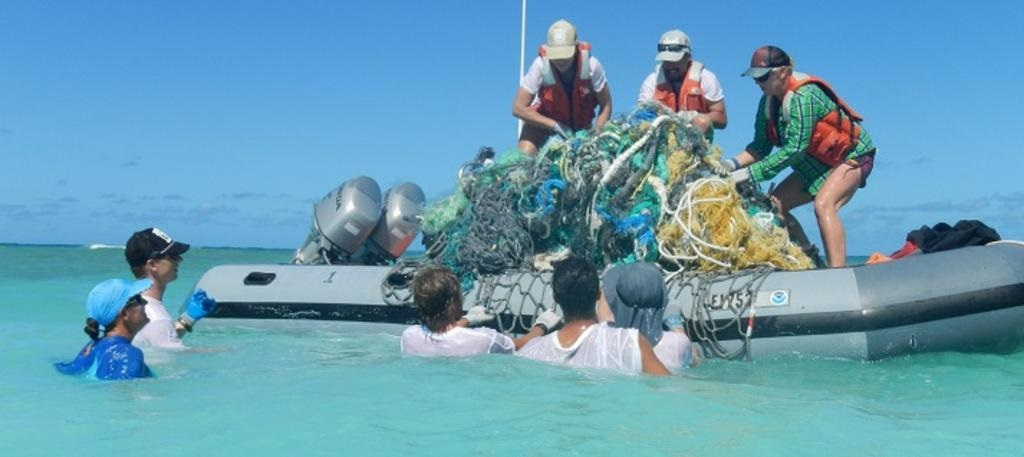
NOAAによる2014年の海洋ゴミ除去

世界中で20億人がプラスチック廃棄物を回収するための適切な収集施設にこと欠いている。多くの貧困国での廃水処理と雨水管理の改善が実施されると、毎年150万トンのマイクロプラスチックが海洋生態系に入るのを防げるとされている。
世界中の沿岸部と島は海洋プラスチック汚染の甚大な被害を受け続けており、その処理が常に喫緊の課題となっている。特に離島では焼却施設の建設が困難なケースが多いため、プラスチック廃棄物処理の新たな選択肢として炭化装置が注目されている。炭化装置は焼却装置と比べて大幅に小型化が可能かつ本土部から離島への一時的搬入設置も可能であり、それにより離島でのプラスチック廃棄物処理の実現可能性が高まる。実際にハワイの海岸漂着プラスチック廃棄物処理への応用が行われた。
2012年、「The Ocean Cleanup」は海洋渦流から大量の海洋ゴミを除去するためのコンセプトを発表した。それによると海洋廃棄物は海流を利用してプラットフォームに集められ、運営コストは比較的低く、渦流１か所を5年以内に清掃でき、全ての渦流で合計7.25百万トン以上のプラスチック廃棄物を回収できるとしている。2015年には、The Ocean Cleanupは30隻の艦隊とともにプラスチックの量を調査するために1ヶ月間の航海に参加した。おおまかには彼らの方法は清掃ネットを使って海洋からプラスチック廃棄物を回収するものだが、この清掃方法については海面に棲息する生物種に対する影響について懸念する声もある。
「everwave」という団体の戦略は、特殊なゴミ収集船を河川や河口で使用し廃棄物の海洋流入を防ぐものである。
「Ocean Plastic Utilisation Ships System R&D（OPUSS）」というプロジェクトの中心的となる考えは、海洋プラスチック廃棄物収集の特性に対応できる新しい循環型物流の仕組みを開発することにある。
「Clean Oceans Project（TCOP）」は、海洋プラスチック廃棄物を液体燃料に転換することを推進しており、これは日本の環境工学会社であるBlest Co. Ltd.が開発したプラスチックから燃料への転換技術を使用している。TCOPはまた地域コミュニティに教育を行い、プラスチックをリサイクルし、海岸線を清潔に保ち、プラスチック廃棄物を最小限に抑えるための経済的インセンティブを作り出すことを目指している。
2025年世界自然保護基金（WWF）ジャパンは、幽霊漁具の実態把握と回収に乗り出した。回収ノウハウを地域や環境団体と共有し取り組みを全国に広めたいとしている。